# Hohenstein-Ernstthal

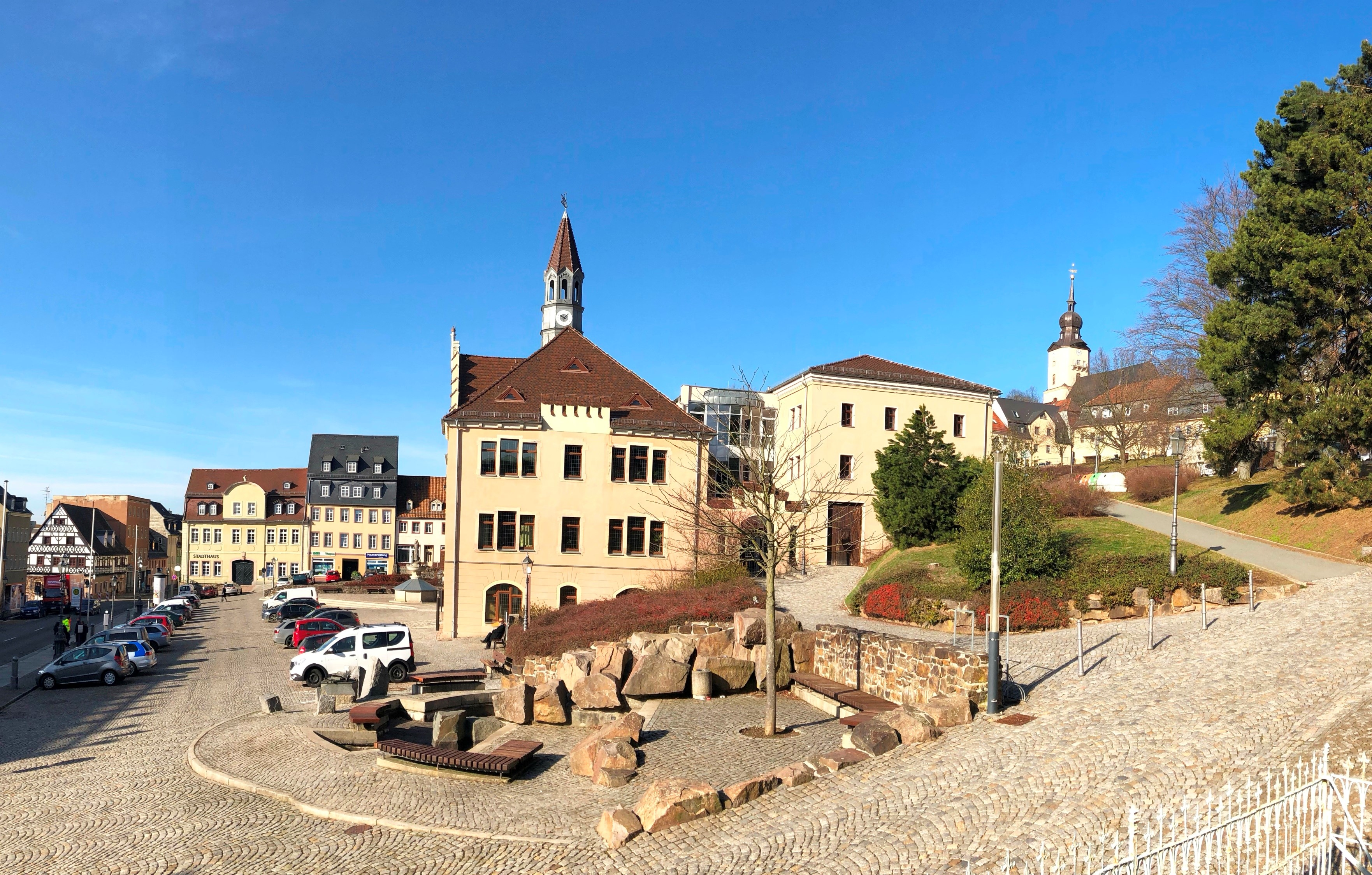
Blick auf den Altmarkt

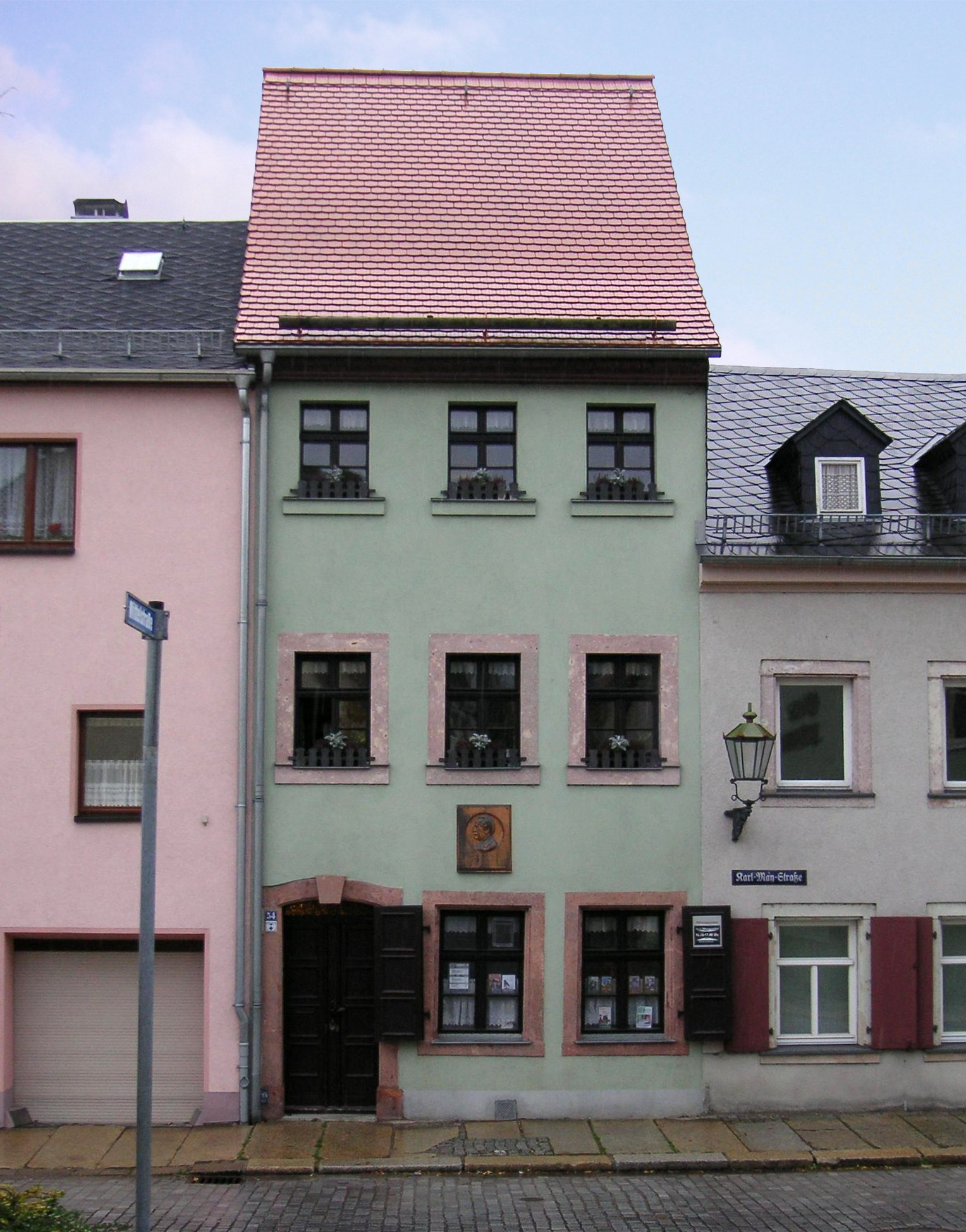
Karl Mays Geburtshaus

Die Große Kreisstadt Hohenstein-Ernstthal liegt im Osten des Landkreises Zwickau. Bekannt ist die Stadt besonders als Geburtsort des Schriftstellers Karl May und durch den Sachsenring, auf dem unter anderem das Deutschlandrennen der Motorrad-Weltmeisterschaft ausgetragen wird.

## Geographie

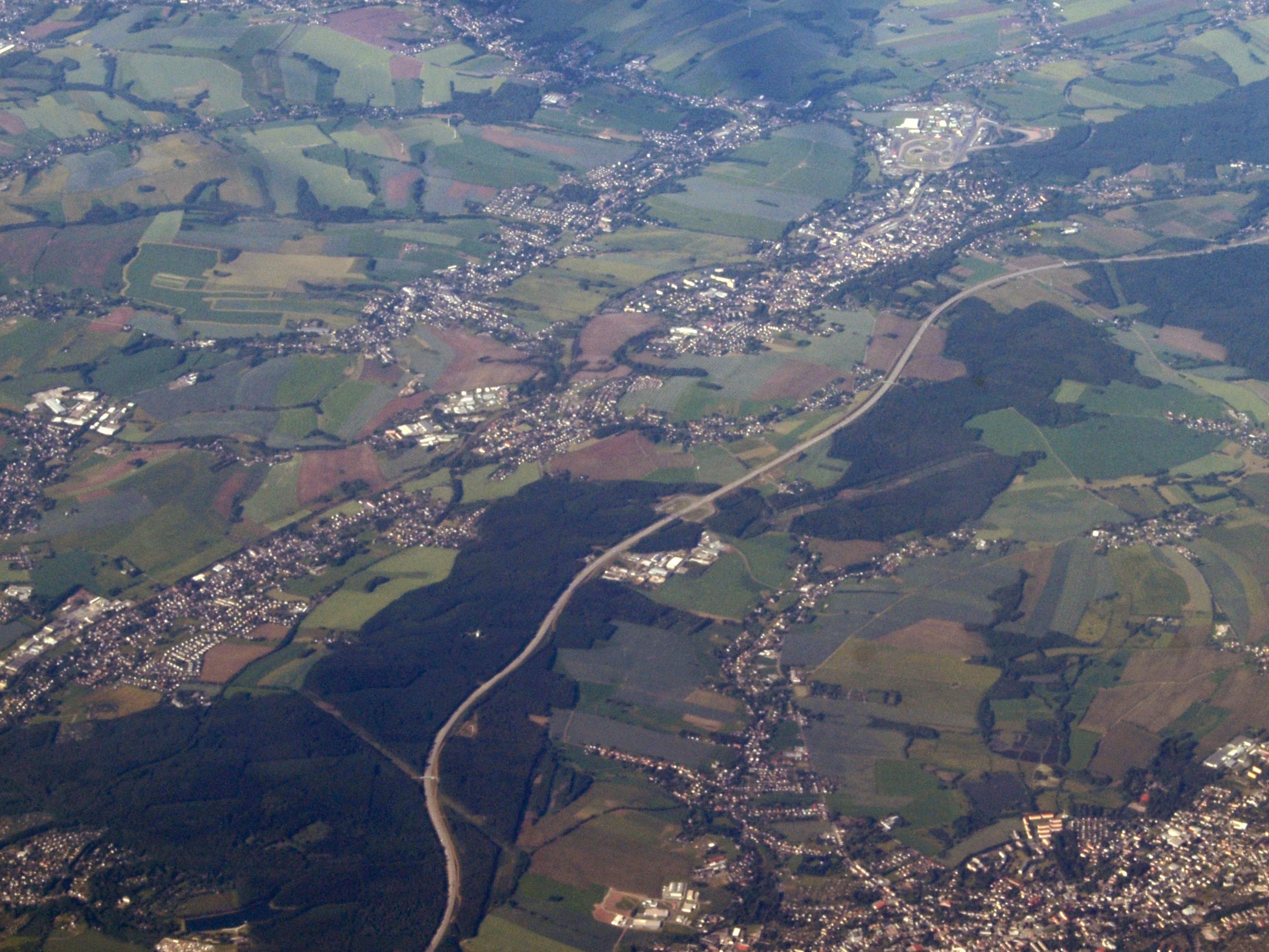
Luftbild aus nordöstlicher Richtung (2012): Parallel zur Diagonale verlaufen von unten nach oben die Städte Hohenstein-Ernstthal und Oberlungwitz. Sachsenring sichtbar in der oberen rechten Ecke.

### Geographische Lage
Die ehemalige Kreisstadt Glauchau liegt ca. 15 km westlich und die Stadt Chemnitz ca. 20 km östlich der Stadt. Hohenstein-Ernstthal liegt auf dem Übergang vom Nordrand des Erzgebirgsbeckens und dem Südrand des Mittelsächsischen Lößlehm-Hügellandes, das hier in der Anhöhe des Pfaffenbergs (479 m ü. NHN) erreicht wird. Da ein Großteil des Stadtzentrums an der Südseite des Pfaffenbergs liegt, kann man von hier weite Teile des Erzgebirges überblicken. Nördlich der Stadt befinden sich der Stausee Oberwald und der Serpentinitsteinbruch Oberwald. Sie gehören zum Landschaftsschutzgebiet „Pfaffenberg–Oberwald“. Im Stadtteil Ernstthal entspringt der Goldbach, der über den Lungwitzbach in die Zwickauer Mulde entwässert. Höchste Erhebung von Wüstenbrand ist der Heidelberg (450 m ü. NHN) mit seinem Aussichtsturm.

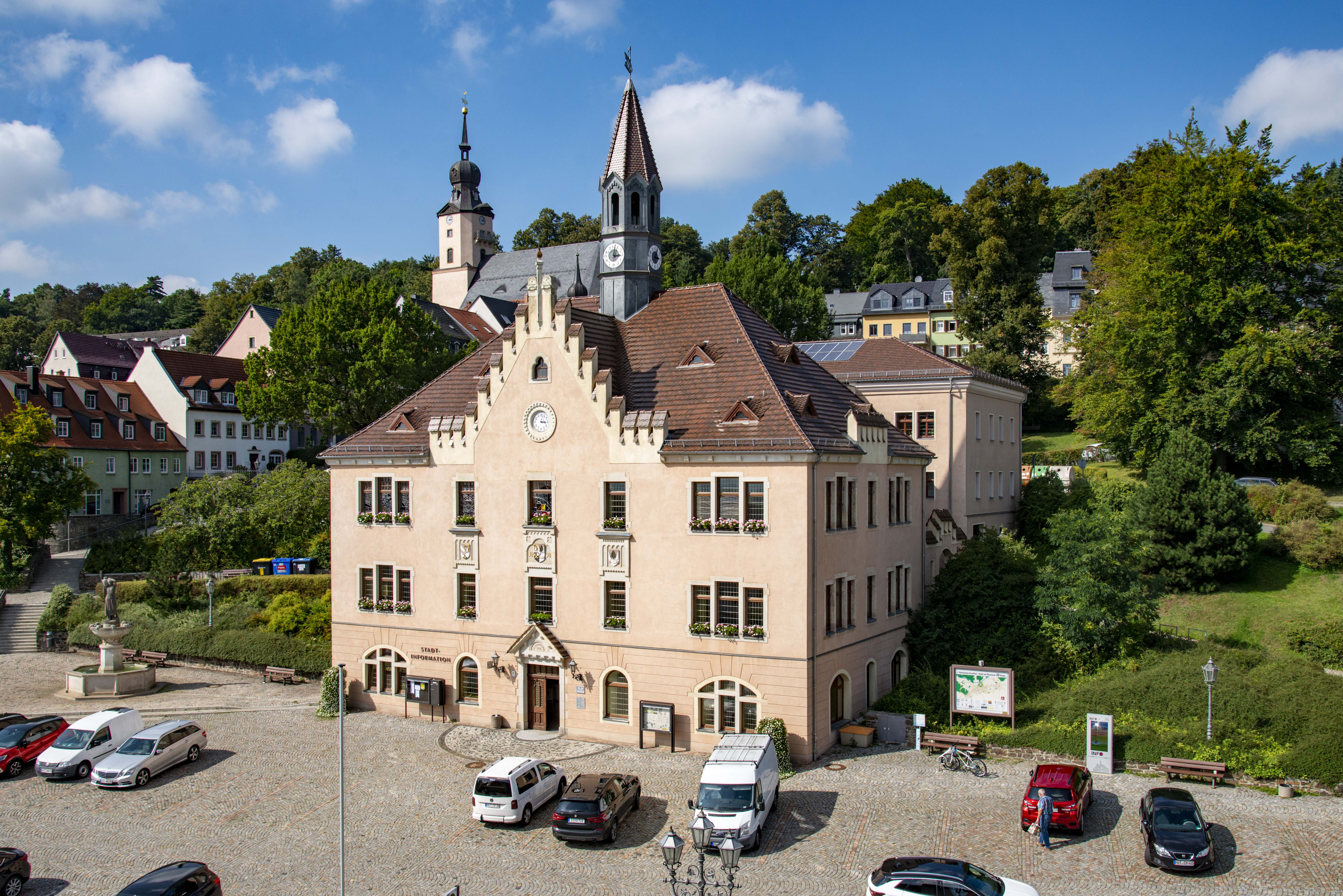
Blick auf Rathaus Hohenstein-Ernstthal

### Stadtgliederung
Hohenstein-Ernstthal gliedert sich in die Gemarkungen Hohenstein, Ernstthal, Wüstenbrand und Waldenburger Oberwald. Wüstenbrand besitzt den Status eines Ortsteils. Zudem gibt es die Siedlung Hüttengrund, die sich eventuell auf der ehemaligen Wüstung Kirchberg befindet.

### Nachbargemeinden
|                                           | Gemeinde Callenberg im Landkreis Zwickau    |                           |
| Gemeinde St. Egidien im Landkreis Zwickau | Kompassrose, die auf Nachbargemeinden zeigt | kreisfreie Stadt Chemnitz |
| Gemeinde Bernsdorf im Landkreis Zwickau   | Stadt Oberlungwitz im Landkreis Zwickau     |                           |

## Geschichte
Unter den Schönburger Grafen Ernst I. (1480–89) und Ernst II. († 1534) wurden sowohl das Städtewesen als auch der Bergbau gefördert; die Bergstädte Hohenstein, Scheibenberg und Oberwiesenthal sind ihre Gründung. Hohenstein entstand, nachdem im 15. Jahrhundert hier Silbererz entdeckt wurde. Der Legende nach sollen die ersten Siedler „uff dem hohen Stein“ ausgerufen haben, als sie den heutigen Pfaffenberg das erste Mal sahen.
Im Jahre 1493 bestand noch keine Siedlung, doch diese muss bald darauf gegründet worden sein. Ein Glauchauer Erbbuch von 1493 nennt zahlreiche wüste Siedlungen am Hohenstein.
Die Gründung von Hohenstein wird heute auf 1510 datiert. Hohenstein gehörte zur schönburgischen Herrschaft Glauchau. Im Jahre 1514 gab es Streit zwischen den Schönburgern und den Wettinern wegen des hiesigen Silberbergwerkes. Im 16. Jahrhundert waren die Einwohner Hohensteins von Frondiensten befreit. 1540 erteilte Wolf von Schönberg als Oberhauptmann der Schönburgischen Herrschaften und Vormund der unmündigen Herren von Schönburg der Gewerkschaft am Hohenstein mehrere Bergfreiheiten. Im Jahre 1616 existierte in Hohenstein kein eigenes Gericht, das Amt Glauchau lässt hier offenbar Gericht bei Bedarf oder Gerichtstage abhalten.
1679 siedelten sich einige Hohensteiner im nahegelegenen Wald an, da in Hohenstein die Pest grassierte. Zu Ehren von Christian Ernst von Schönburg (1655–1718) und August Ernst von Schönburg (1666–1729) erhielt die neue Ansiedlung den Namen Ernstthal. 1687 bekam Ernstthal das Stadtrecht.
Die beiden Städte Hohenstein und Ernstthal gehörten größtenteils zur Schönburgischen Herrschaft Glauchau, von der sie territorial getrennt waren. Hohenstein gehörte zum Amt Forderglauchau, Ernstthal zum Amt Hinterglauchau. Lediglich sieben Häuser von Hohenstein und ein Haus von Ernstthal gehörten zur schönburgischen Herrschaft Waldenburg.
Nachdem sich in der ersten Hälfte des 16. Jahrhunderts die Leineweberei und Bleicherei, später auch die Strumpfwirkerei in Hohenstein und Umgebung ausbreitete, dominierte ab dem 17. Jahrhundert nicht mehr der Bergbau, sondern die Weberei. Die Textilindustrie wurde wie in vielen Orten der Region zum wichtigsten Erwerbszweig.
Am 25. Februar 1842 wurde der berühmte Schriftsteller Karl May in Ernstthal geboren. In der Hohensteiner Kirche St. Christophori heiratete er 1880 seine Frau Emma Pollmer. An Karl Mays Wirken in Hohenstein und Ernstthal erinnern zahlreiche Gedenktafeln und das in seinem Geburtshaus eingerichtete Karl-May-Haus.
Mit der Eröffnung des Abschnitts Chemnitz–Zwickau der Bahnstrecke Dresden–Werdau wurde am 15. November 1858 der Bahnhof Hohenstein-Ernstthal für den Verkehr freigegeben. Anfangs gehörte der Bahnhof jedoch weder zu Hohenstein noch zu Ernstthal, sondern zu Abtei Oberlungwitz. Das Bahnhofsgrundstück wurde später von der Stadt Hohenstein aufgekauft.
Nachdem auf dem Gebiet der Rezessherrschaften Schönburg im Jahr 1878 eine Verwaltungsreform durchgeführt wurde, kamen Hohenstein und Ernstthal im Jahr 1880 zur neu gegründeten sächsischen Amtshauptmannschaft Glauchau.
Zu Jahresbeginn 1898 vereinigten sich die beiden Städte zum heutigen Hohenstein-Ernstthal. Das Hohensteiner Rathaus wurde nun das Verwaltungsgebäude der neuen Stadt, welche außerdem ein neues Stadtwappen erhielt.
Nachdem im Jahr 1910 in der Grube „St. Lampertus“ die letzte Schicht gefahren wurde, endete die Bergbauära in Hohenstein. Bis auf das 1846 erbaute Huthaus wurden alle Gebäude abgebrochen. Das Huthaus wird seit 1998 durch den 1996 gegründeten „Freundeskreis Geologie und Bergbau Hohenstein-Ernstthal e. V.“ als Vereinsheim genutzt.
Im Jahr 1911 erfolgte durch den Erzgebirgsverein der Bau des Berggasthauses auf dem Pfaffenberg. In diesem Jahr fand auch das erste Bergfest statt.
Im Jahr 1913 eröffnete die bis 1960 betriebene Straßenbahn Hohenstein-Ernstthal–Oelsnitz, welche am Bahnhof Hohenstein-Ernstthal begann und danach entlang der Goldbachstraße verlief. In der Flur von Hohenstein befanden sich die Haltestellen Hohenstein-Ernstthal, Güterbahnhof Hohenstein-Ernstthal, August-Bebel-Straße (bis 1945: Schönburgstraße) und Betriebsbahnhof.
Bei einem Gebietsaustausch zwischen Oberlungwitz und Hohenstein-Ernstthal erhielt die Stadt Hohenstein-Ernstthal im Jahr 1909 den Windberg (nordöstlich von Ernstthal) und Neuoberlungwitz (südlich von Ernstthal, Flur des heutigen Neubaugebiets Sonnenstraße) sowie den bisher zu Oberlungwitz gehörigen Teil des Hüttengrunds mit der Klaus-Mühle und der im Jahr 2012 abgebrochenen Hüttenmühle (westlich von Hohenstein) zugeordnet. Durch einen weiteren Gebietsaustausch mit der Gemeinde Kuhschnappel kam 1915 auch der bisher zu Kuhschnappel gehörige Teil des Hüttengrunds an Hohenstein-Ernstthal. Mit diesem Flurstück kam auch die Gaststätte „Heiterer Blick“, das 1891 eröffnete „Bethlehemstift“ an der heutigen B 180 und das 1829/30 eröffnete Mineralbad Hohenstein mit der 1765 entdeckten Hohensteiner Quelle an die Stadt Hohenstein-Ernstthal.
Im Jahr 1927 wurde erstmals das Badberg-Vierecksrennen auf der alten Trasse der Rennstrecke Sachsenring ausgetragen. Der 8,71 km lange Straßenkurs führte gegen den Uhrzeigersinn durch Hohenstein-Ernstthal nach Norden, um dann in westlicher Richtung parallel zur heutigen A4 Chemnitz–Gera zu verlaufen. Auf der heutigen Bundesstraße 180 ging es nach Süden, um dann in der Queckenberg-Kurve auf die Zielgerade einzumünden. Der Bau der heute als A4 bekannten Autobahn nördlich von Hohenstein-Ernstthal erfolgte im Jahr 1937.
Während des Zweiten Weltkrieges vom 10. Dezember 1944 bis Mitte April 1945 wurde im Ort ein Außenlager des KZ Flossenbürg eingerichtet, in dem 444 KZ-Häftlinge in der Rüstungsindustrie im Ort und im benachbarten Siegmar-Schönau Zwangsarbeit verrichten mussten. Dazu kamen Kriegsgefangene und Zwangsarbeiter aus den von Deutschland besetzten Ländern.
Mit der zweiten Kreisreform in der DDR im Jahr 1952 wurde Hohenstein-Ernstthal Kreisstadt des Kreises Hohenstein-Ernstthal im Bezirk Chemnitz (1953 in Bezirk Karl-Marx-Stadt umbenannt), der 1990 als sächsischer Landkreis Hohenstein-Ernstthal fortgeführt wurde.
In den Jahren nach der Wende hatte die Stadt aufgrund des Strukturwandels mit hoher Abwanderung zu kämpfen. In den letzten Jahren profitierte die Stadt von größeren Ansiedlungen der Automobilindustrie und Maschinenbaubranche. Dadurch hat sich die ökonomische Situation verbessert. Durch den Verlust des Kreissitzes im Jahr 1994 wurde der Stadt Hohenstein-Ernstthal der Titel Große Kreisstadt verliehen. Sie kam 1994 zum Landkreis Chemnitzer Land, der 2008 im Landkreis Zwickau aufging. Im Jahr 1995 wurde der neue Kurs des Sachsenrings in Betrieb genommen.
Am 1. Januar 1999 wurden Wüstenbrand und Teile von Oberlungwitz (mit 92 Einwohnern) und St. Egidien (mit 47 Einwohnern aus Kuhschnappel (Waldenburger Oberwald)) eingemeindet. In der Woche vom 4. bis 12. Juni 2005 feierte der Stadtteil Ernstthal sein 325-jähriges Bestehen. Den Höhepunkt der Festwoche bildete am 12. Juni ein ca. 810 Meter langer Festumzug. Am 8. August 2012 gab es Gespräche zwischen Hohenstein-Ernstthal und Callenberg für eine Zusammenarbeit. Der damalige Hohenstein-Ernstthaler Bürgermeister Erich Homilius machte konkrete Andeutungen über ein mögliches Zusammengehen beider Orte.

### Wüstungen Kirchberg und Gecksdorf
In der heutigen Stadtflur von Hohenstein-Ernstthal befanden sich die im Mittelalter wüst gefallenen Orte Kirchberg sowie Gecksdorf. Sie waren wohl schon im 15. Jahrhundert oder davor aufgegeben worden, denn 1493 nennt ein schönburgisches Erbbuch der Herrschaft Glauchau zahlreiche wüste Güter am Hohenstein.
Vermutlich waren Gecksdorf und Kirchberg damit gemeint. Ob es sich um bäuerliche Siedlungen oder um bergmännische Ansiedlungen handelte, ist unklar. Wohl Ersteres.

### Mineralbad Hohenstein („Gesundbrunnen“) ab 1830
Am Sachsenring befinden sich westlich der „MTS-Kurve“ (faktisch am Fuße des Badberges gegenüber dem ehemaligen Badeteich) die Gebäude einer ehemaligen Mineralwasser-Badeanstalt. Die Adresse lautet: „Im Viertel 1a/1b“. 1766 wurde eine stark eisenhaltige Quelle von zwei Hohensteiner Bürgern gefasst. 1787 bekam die Quelle ein Steinbecken. 1830 eröffnete der Hohensteiner Apotheker Karl Beckert einen Badebetrieb für Rheuma- und Gichtkranke. Der Kurbetrieb erfolgte wohl bis um 1900. Nach 1918 dienten die Badegebäude als Erholungsheim des Sächsischen Gemeindebeamtenbundes. Ab 1933 dann als Bergmannserholungsheim und in der DDR-Zeit wurden sie von der LPG „Florian Geyer“ genutzt.
1766 hatte man auf der Lutherhöhe (431,8 m) zur Erinnerung an die Entdeckung oder Einfassung der Heilquelle zwei Linden gepflanzt. Eine der Linden ist heute als „Lutherlinde“ erhalten. Es ist eine Winterlinde, die den Status eines Baumdenkmals hat. Die Lutherhöhe ist das westliche Ende des Rabensteiner Höhenzuges.
Sie befindet sich auf dem Hang des Badberges bei der Kleingartenanlage (rechterhand der Straße bergaufwärts)
Die Denkmalliste von Hohenstein-Ernstthal teilt noch mit:
im Hauptgebäude des Mineralbades befindet sich ein Kursaal. Die Quelle soll schon 1765 entdeckt worden sein und 1783 von Fürst Otto Carl Friedrich von Schönburg-Waldenburg gekauft worden sein. Graf Karl Heinrich gab der Quelle die neue Quellfassung (Bassin). 1830 wurde das Badehaus (Hauptgebäude) errichtet. Apotheker Beckert aus Hohenstein ließ die Wohn- und Wirtschaftsgebäude erbauen (späteres Bergmannsheim). Im Jahr 1884 suchten 1200 Badegäste die Badeanstalt auf. Mit Unterbrechungen hatte der Kurbetrieb bis 1913 stattgefunden. Danach erfolgte die Zwangsvollstreckung.
Schon um 1861/62 hatte Apotheker Beckert Teile des Kurbades an den Glauchauer Unternehmer Heinrich Beck verkauft, der hier auch eine Teppichweberei betrieb.
Eine hier befindliche Gaststätte trägt den Namen „Oberwaldschänke“.

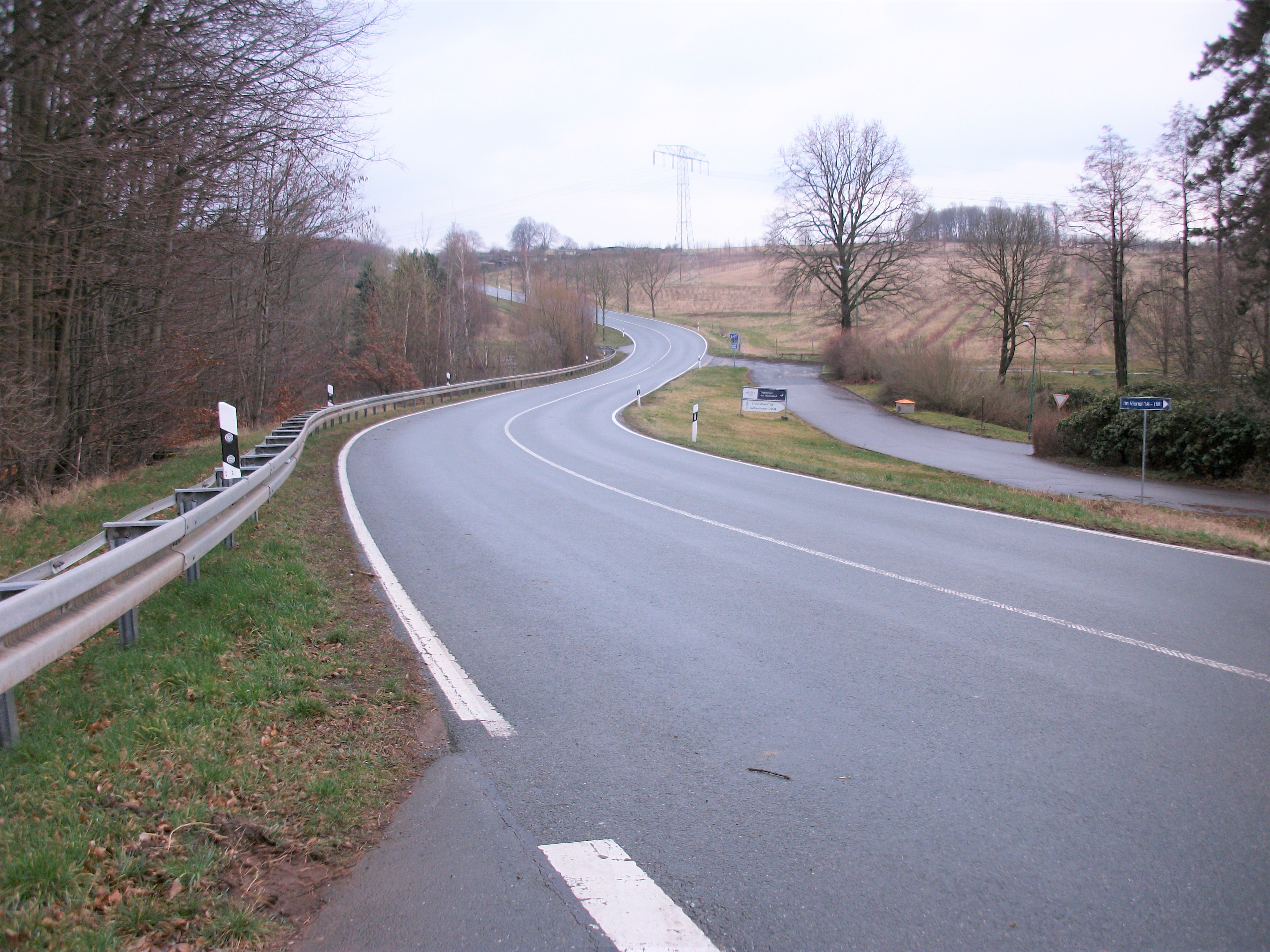
Blick zum Badberg (rechts von der Straße am Bergfuß ist das ehemalige Heilbadareal)
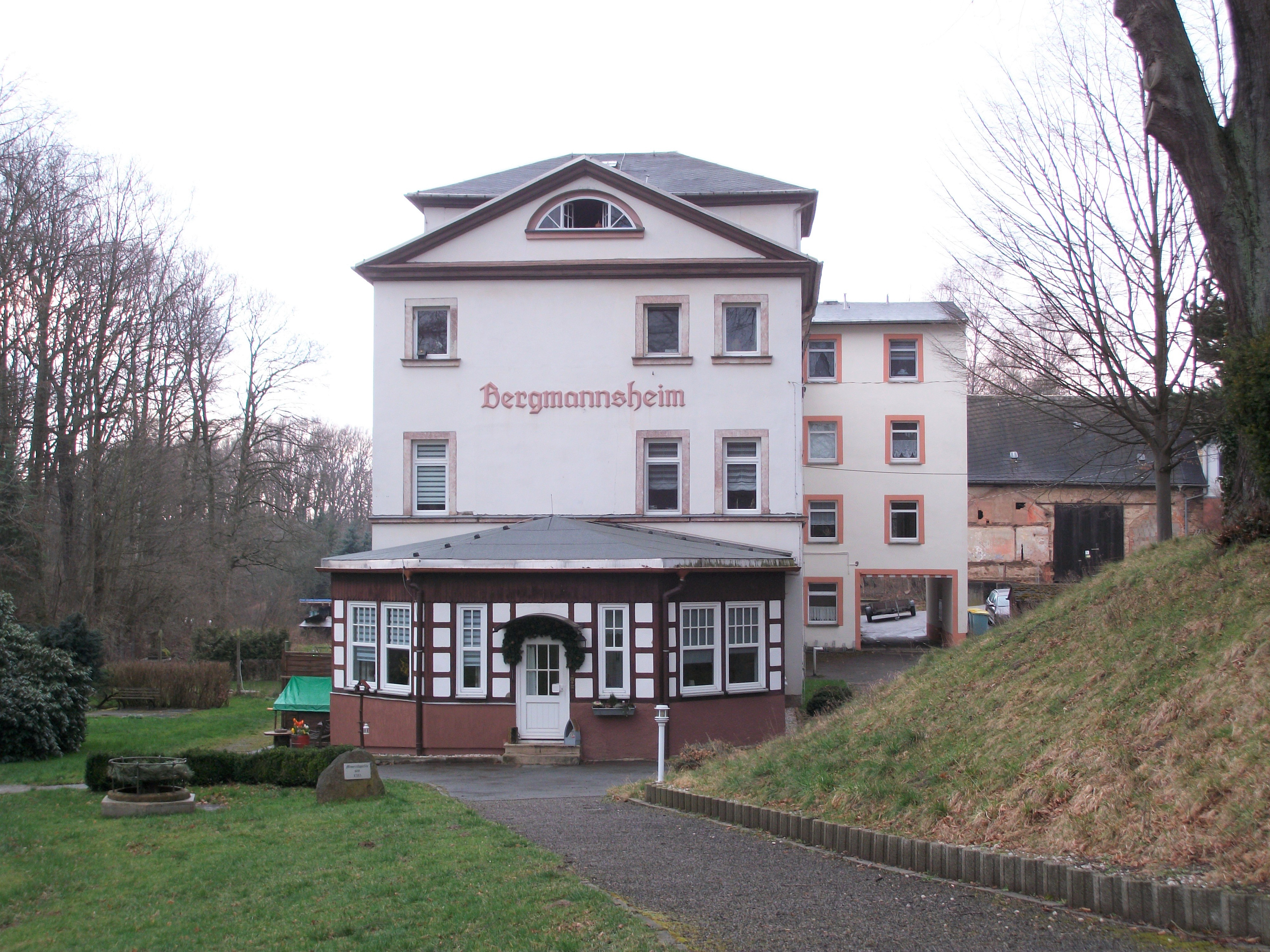
Ehemaliges Bergmannsheim (Mineralbad-Wohngebäude)
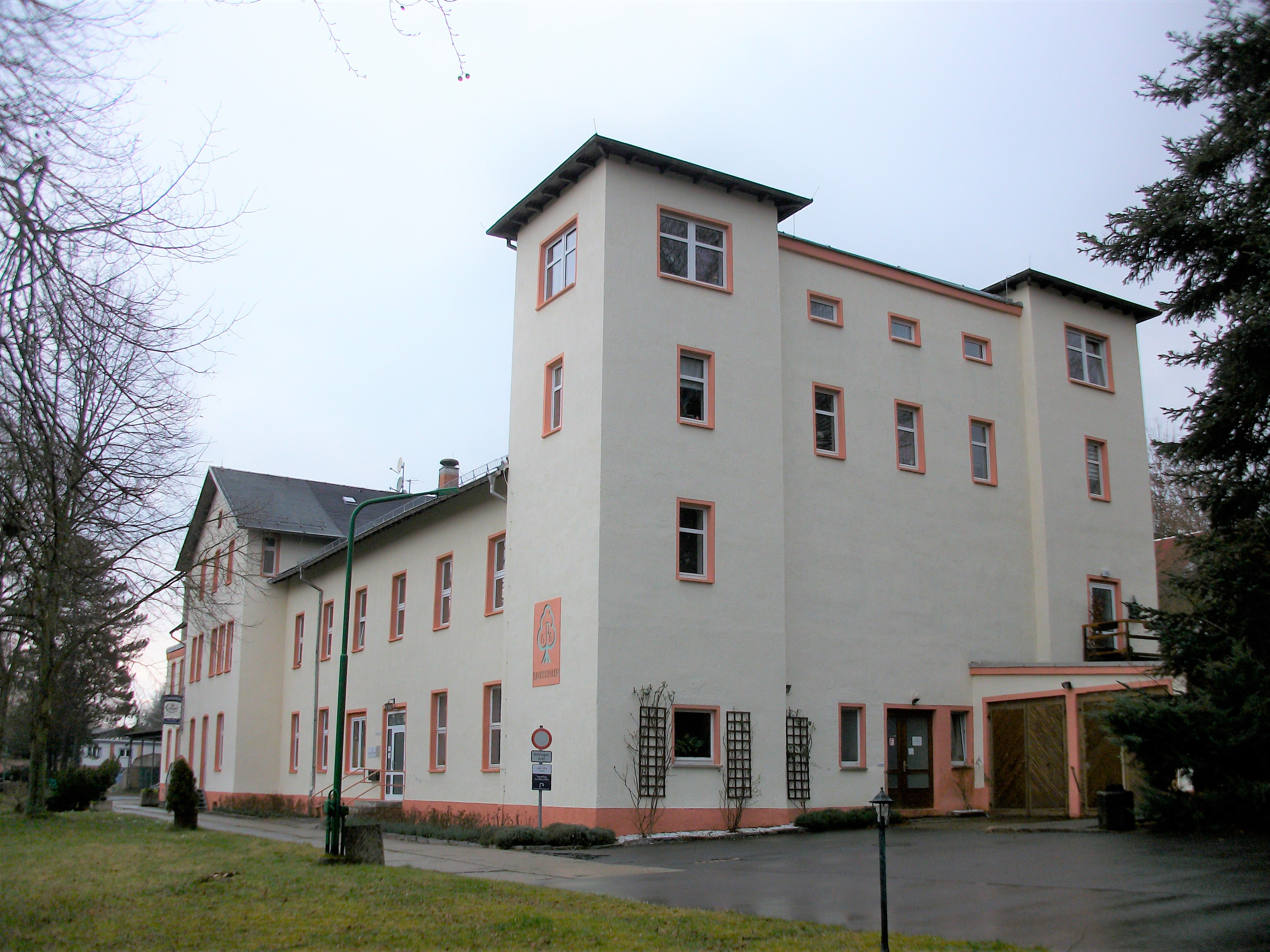
Ehemaliges Mineralbad-Hauptgebäude (1829/30)
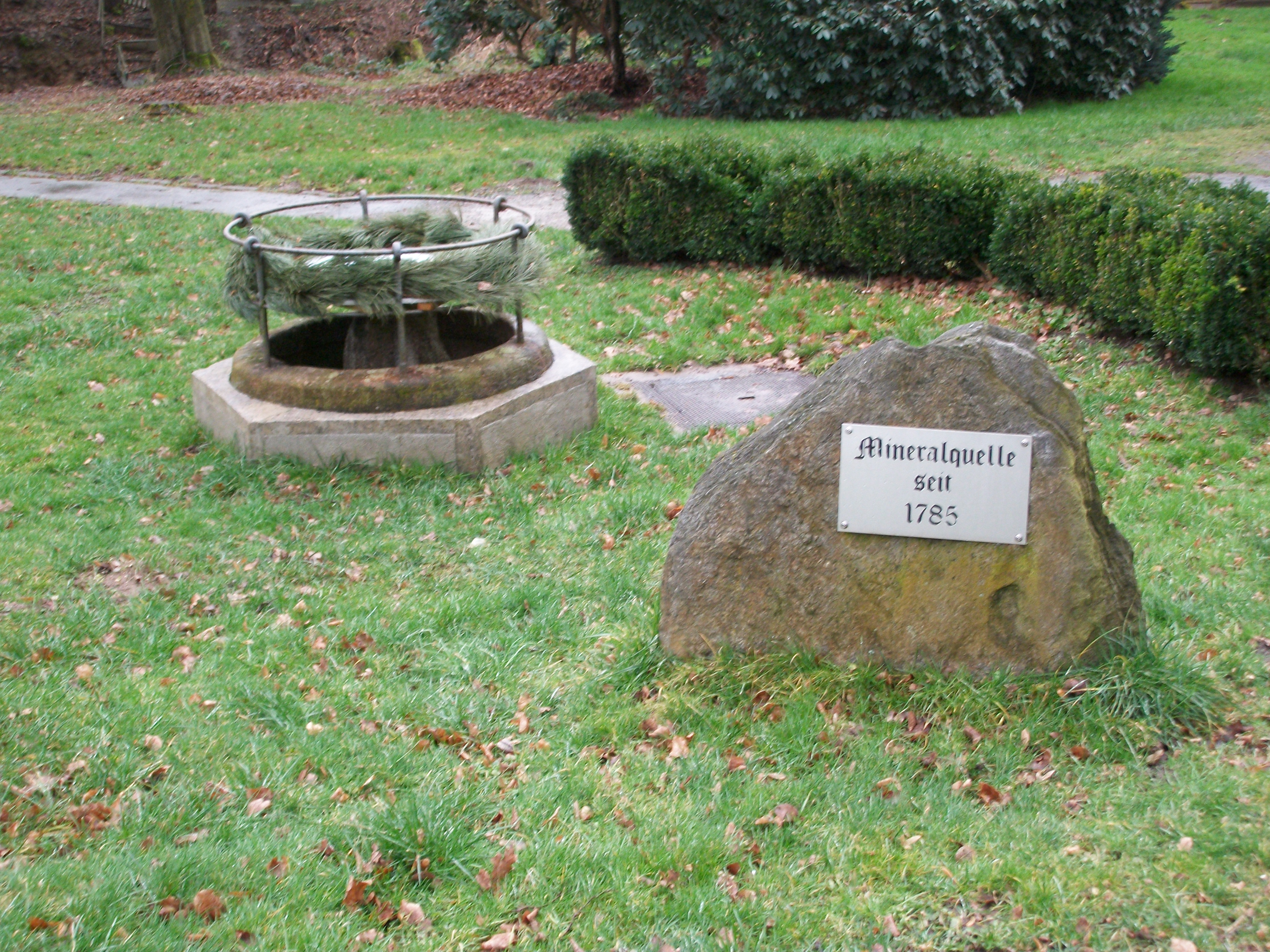
Quelle und Gedenkstein
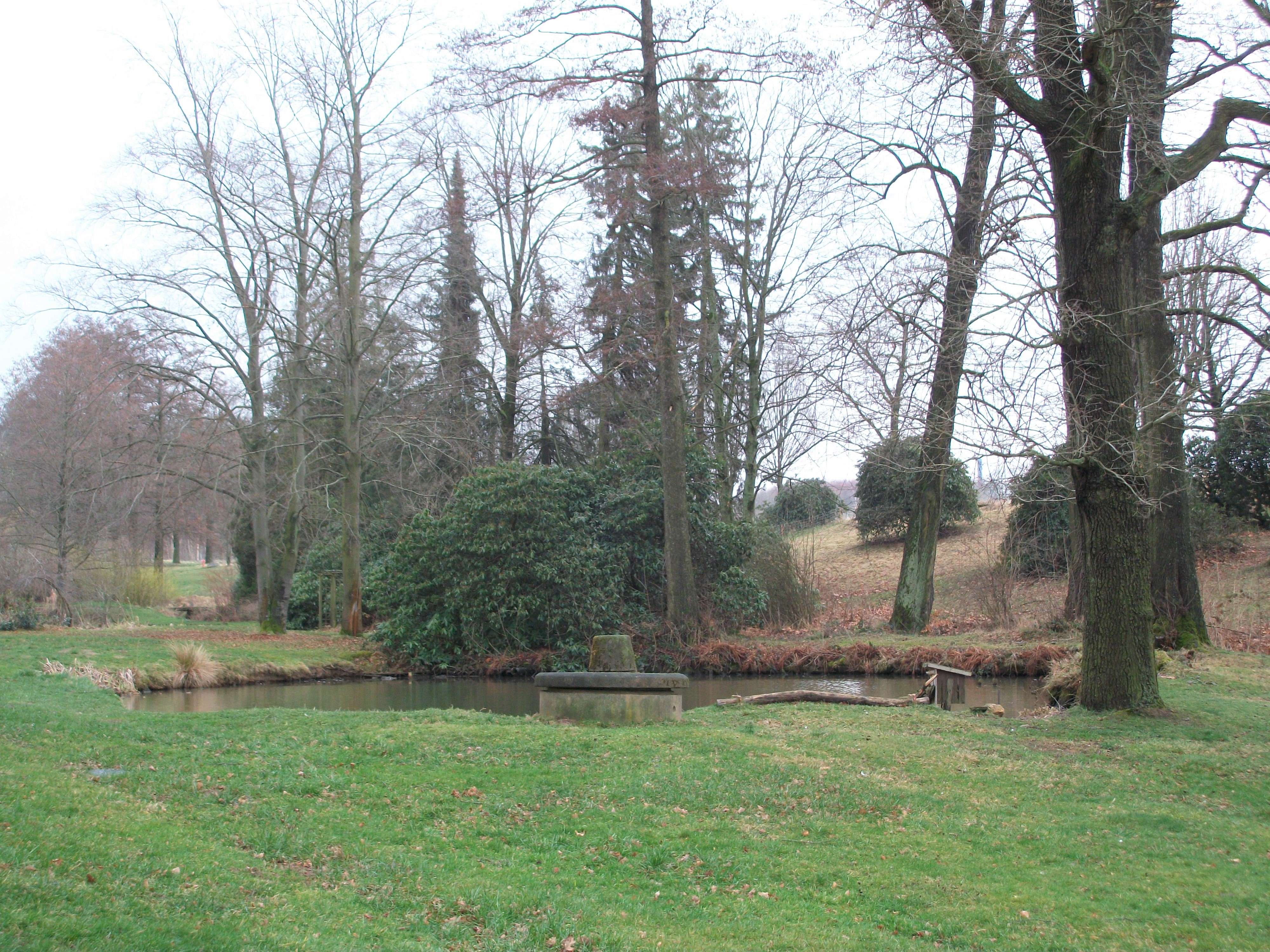
Im Badepark
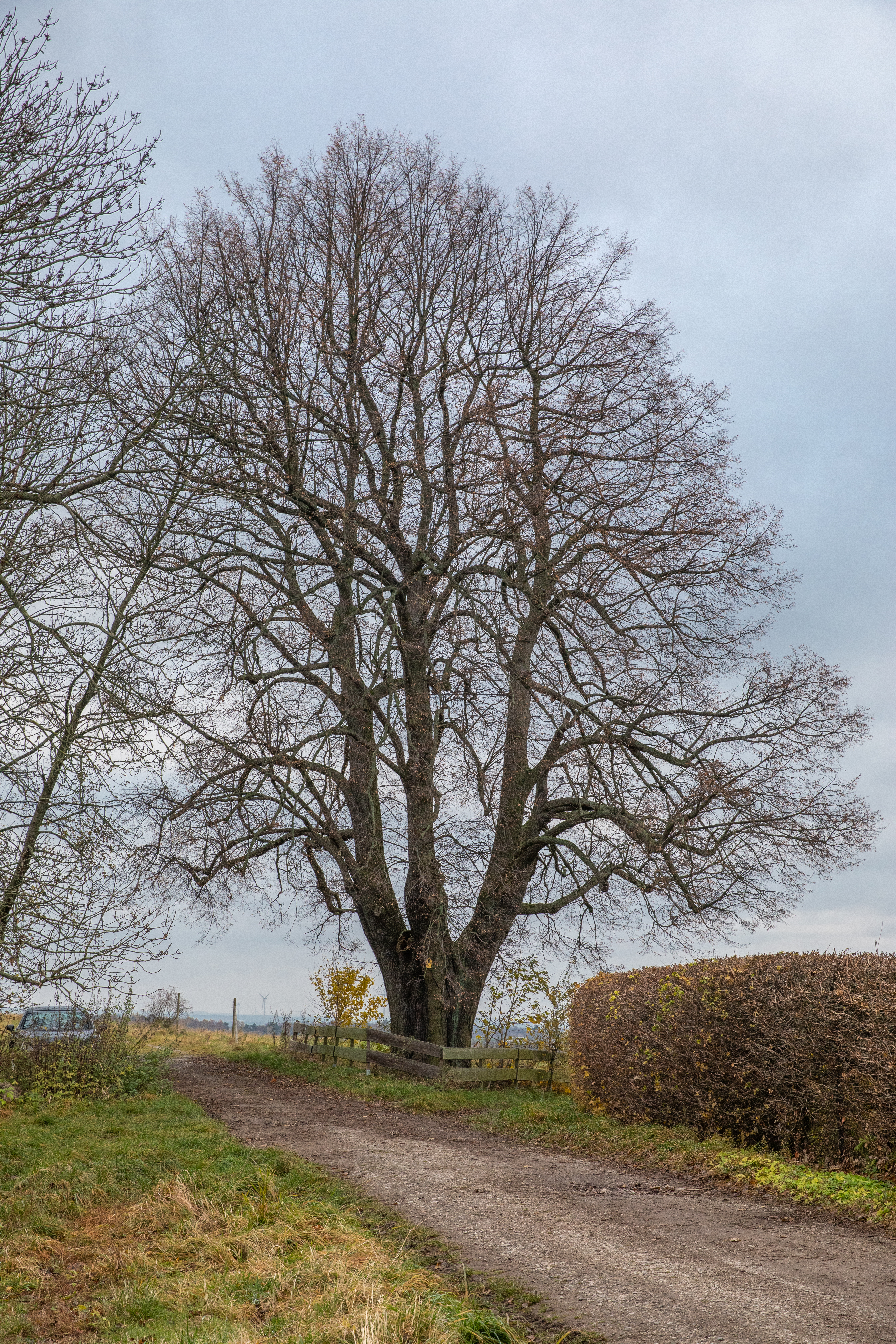
Naturdenkmal „Lutherlinde“, gepflanzt 1766

### Einwohnerentwicklung
Am 3. Oktober 1990 zählte Hohenstein-Ernstthal 18.790 Einwohner. Folgende Einwohnerzahlen beziehen sich auf den 31. Dezember des voranstehenden Jahres:
| 1998 bis 2002 - 1998 – 17.456 - 1999 – 17.467 - 2000 – 17.299 - 2001 – 17.132 - 2002 – 16.897 |  | 2003 bis 2008 - 2003 – 16.718 - 2004 – 16.629 - 2005 – 16.518 - 2007 – 16.101 - 2008 – 15.962 |

| 2009 bis 2013 - 2009 – 15.930 - 2010 – 15.764 - 2011 – 15.550 - 2012 – 15.208 - 2013 – 15.076 |  | 2014 bis 2019 - 2014 – 14.937 - 2015 – 14.866 - 2017 – 14.686 - 2018 – 14.607 - 2019 – 14.527 |

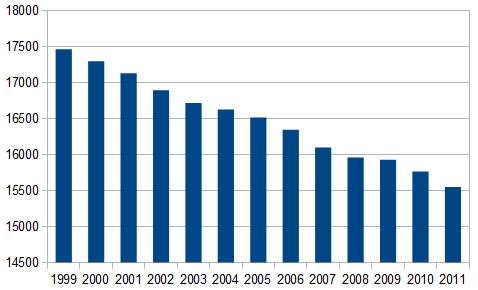
Einwohnerentwicklung in Hohenstein-Ernstthal

 Quelle: Statistisches Landesamt des Freistaates Sachsen

### Gedenkstätten
- Denkmal aus dem Jahre 1965 (Einweihung am 8. Mai 1965) an der Kreuzung „Dresdner Straße / Anton-Günther-Weg“ (Pfaffenbergauffahrt) zur Erinnerung an 465 in der NS-Zeit verfolgten Bürger des ehemaligen Kreises Hohenstein-Ernstthal, von denen 31 dem Naziterror zum Opfer fielen. Folgende Inschrift befindet sich am Denkmal: „Verschwunden, aber nicht vergessen. Niedergeknüppelt, aber nicht widerlegt. Brecht“.
- Grabstätten und Gedenksteine auf dem Friedhof St. Christophori und in einem Ehrenhain an der ehemaligen Rennstrecke „Sachsenring“ unweit des Berggasthofs „Heiterer Blick“ für 96 sowjetische Opfer bzw. 299 namentlich genannte sowjetische und 138 namentlich genannte italienische Militärinternierte sowie Opfer weiterer Länder. Folgende Inschrift findet sich am Eingangstor: „Die Toten mahnen uns“ und am Obelisk: „Zum ewigen Gedenken für die in faschistischer Gefangenschaft zu Tode Gequälten“. Historisches zum Ehrenhain: Während des Zweiten Weltkrieges diente das daneben liegende Bethlehemstift als Lazarett für Kriegsgefangene und Fremdarbeiter. 1946 wurde ihre Grabstätte zum jetzigen Ehrenhain umgestaltet.

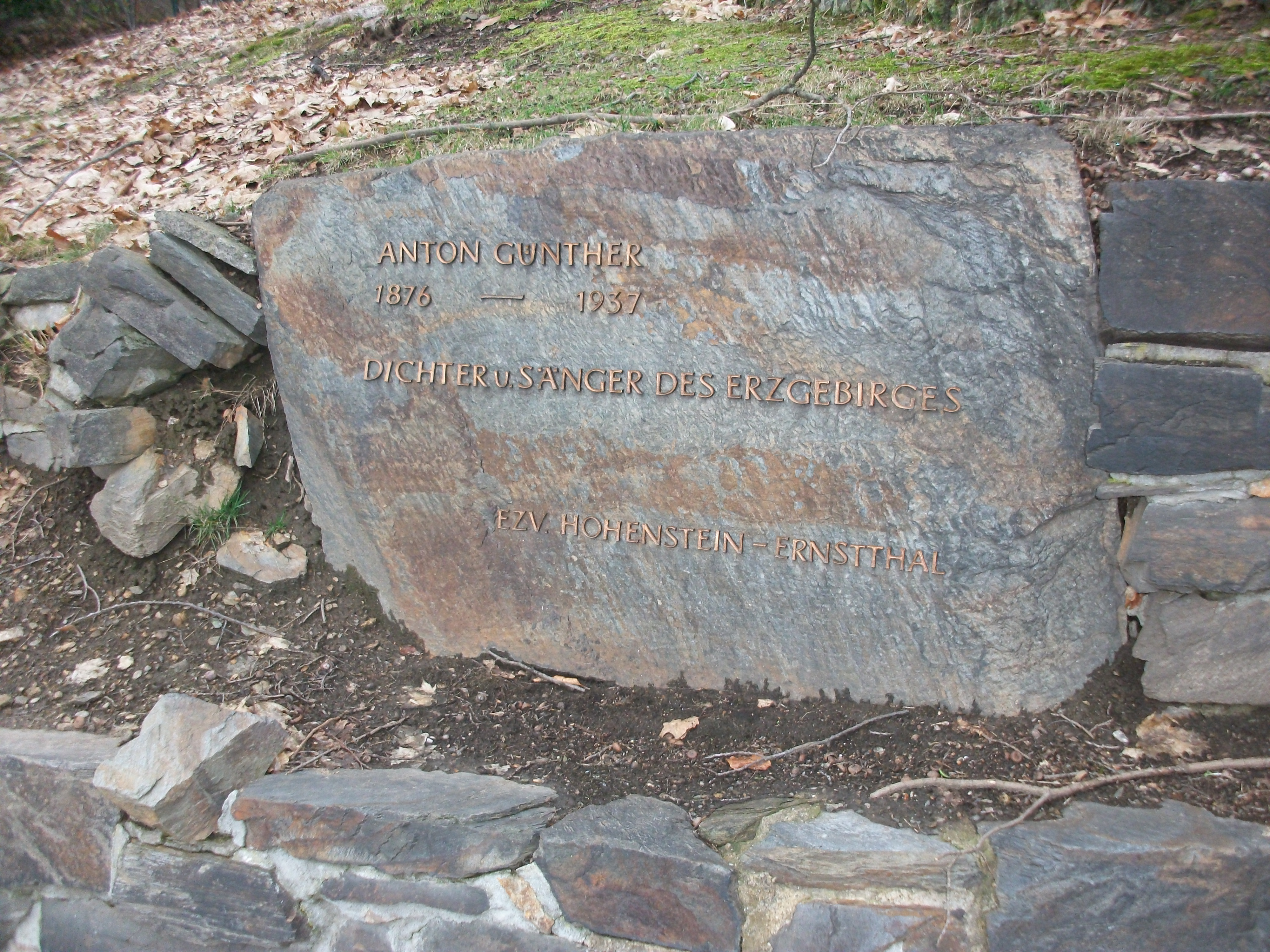
Anton Günther Gedenkstein

- Gedenktafel am Waldsportplatz, der in der DDR-Zeit seinen Namen trug, für den kommunistischen Arbeitersportler Kurt Ritter, der 1944 in Brandenburg-Görden ermordet wurde.
- Denkmal für die im Ersten Weltkrieg gefallenen Bürger der Stadt auf dem Pfaffenberg
- Karl-May-Gedenkstein, vom ehemaligen „Karl-May-Hain“ im Fuchsgrund an den Anfang der Karl-May-Straße verlegt
- Anton-Günther-Gedenkstein an der Kreuzung „Dresdner Straße / Anton-Günther-Weg“ (Pfaffenbergauffahrt) zur Erinnerung an den erzgebirgischen Volksdichter und Heimatsänger Anton Günther
- Gedenktafel für das Todesopfer rechtsextremer Gewalt Patrick Thürmer[14][15]

## Politik

### Stadtrat
Die letzte Stadtratswahl fand am 9. Juni 2024 statt. Es wurden 22 Stadträte gewählt, die sich folgendermaßen auf die einzelnen Parteien und Gruppierungen verteilen:
| Stadtrat ab 2024Insgesamt 22 Sitze - Linke: 1 - BSW: 3 - SPD: 2 - Grüne: 1 - PRO HOT: 1 - FW: 2 - CDU: 6 - AfD: 6 | Vorschlag                                               | 2024   | 2024   | 2019   | 2019   | 2014   | 2014   |
| Stadtrat ab 2024Insgesamt 22 Sitze - Linke: 1 - BSW: 3 - SPD: 2 - Grüne: 1 - PRO HOT: 1 - FW: 2 - CDU: 6 - AfD: 6 | Vorschlag                                               | Sitze  | in %   | Sitze  | in %   | Sitze  | in %   |
| Stadtrat ab 2024Insgesamt 22 Sitze - Linke: 1 - BSW: 3 - SPD: 2 - Grüne: 1 - PRO HOT: 1 - FW: 2 - CDU: 6 - AfD: 6 | AfD                                                     | 6      | 30,5   | 5      | 20,5   | –      | –      |
| Stadtrat ab 2024Insgesamt 22 Sitze - Linke: 1 - BSW: 3 - SPD: 2 - Grüne: 1 - PRO HOT: 1 - FW: 2 - CDU: 6 - AfD: 6 | CDU                                                     | 6      | 30,3   | 7      | 30,3   | 9      | 36,4   |
| Stadtrat ab 2024Insgesamt 22 Sitze - Linke: 1 - BSW: 3 - SPD: 2 - Grüne: 1 - PRO HOT: 1 - FW: 2 - CDU: 6 - AfD: 6 | BSW                                                     | 3      | 12,8   | –      | –      | –      | –      |
| Stadtrat ab 2024Insgesamt 22 Sitze - Linke: 1 - BSW: 3 - SPD: 2 - Grüne: 1 - PRO HOT: 1 - FW: 2 - CDU: 6 - AfD: 6 | SPD                                                     | 2      | 7,9    | 1      | 7,7    | 2      | 9,2    |
| Stadtrat ab 2024Insgesamt 22 Sitze - Linke: 1 - BSW: 3 - SPD: 2 - Grüne: 1 - PRO HOT: 1 - FW: 2 - CDU: 6 - AfD: 6 | FWV Ortsverband Hohenstein-Ernstthal und Umgebung e. V. | 2      | 7,1    | 3      | 11,6   | 2      | 10,8   |
| Stadtrat ab 2024Insgesamt 22 Sitze - Linke: 1 - BSW: 3 - SPD: 2 - Grüne: 1 - PRO HOT: 1 - FW: 2 - CDU: 6 - AfD: 6 | PRO HOT                                                 | 1      | 5,1    | 1      | 6,2    | 3      | 11,2   |
| Stadtrat ab 2024Insgesamt 22 Sitze - Linke: 1 - BSW: 3 - SPD: 2 - Grüne: 1 - PRO HOT: 1 - FW: 2 - CDU: 6 - AfD: 6 | Grüne                                                   | 1      | 3,2    | 2      | 8,4    | 1      | 5,8    |
| Stadtrat ab 2024Insgesamt 22 Sitze - Linke: 1 - BSW: 3 - SPD: 2 - Grüne: 1 - PRO HOT: 1 - FW: 2 - CDU: 6 - AfD: 6 | Linke                                                   | 1      | 3,1    | 3      | 15,4   | 4      | 17,8   |
| Stadtrat ab 2024Insgesamt 22 Sitze - Linke: 1 - BSW: 3 - SPD: 2 - Grüne: 1 - PRO HOT: 1 - FW: 2 - CDU: 6 - AfD: 6 | Unabhängige Liste                                       | –      | –      | –      | –      | 1      | 6,4    |
| Stadtrat ab 2024Insgesamt 22 Sitze - Linke: 1 - BSW: 3 - SPD: 2 - Grüne: 1 - PRO HOT: 1 - FW: 2 - CDU: 6 - AfD: 6 | FDP                                                     | –      | –      | –      | –      | –      | 2,3    |
| Stadtrat ab 2024Insgesamt 22 Sitze - Linke: 1 - BSW: 3 - SPD: 2 - Grüne: 1 - PRO HOT: 1 - FW: 2 - CDU: 6 - AfD: 6 | Wahlbeteiligung                                         | 65,4 % | 65,4 % | 58,5 % | 58,5 % | 41,9 % | 41,9 % |

### Ortschaftsrat Wüstenbrand
Die 8 Sitze im Ortschaftsrat verteilen sich seit der Wahl vom 9. Juni 2024 folgendermaßen auf die einzelnen Parteien und Wählergruppen:
| Partei | Stimmenanteil | Sitze |
| CDU    | 54,7 %        | 5     |
| AfD    | 29,0 %        | 2     |
| SPD    | 16,2 %        | 1     |

### Oberbürgermeister
Oberbürgermeister war von August 1994 bis November 2012 Erich Homilius. Zum Amtsantritt 1994 war er Mitglied der Partei Bündnis 90/Die Grünen, aus der er 1999 austrat. Er wurde jeweils als Kandidat der Freien Wählervereinigung am 10. Juni 2001 mit 81,8 % und am 8. Juni 2008 mit 82,1 % in seinem Amt bestätigt. Die Wahlbeteiligung betrug 43,4 %. Bei der parallel stattfindenden Kreistagswahl wurde er für die CDU in den Kreistag des Landkreises Zwickau gewählt.
Seit 1. November 2012 ist Lars Kluge (CDU) Oberbürgermeister, welcher von 2008 bis 2012 Beigeordneter von Erich Homilius war. Er wurde am 9. September 2012 mit einem Ergebnis von 91,9 % in dieses Amt gewählt.
Zur Wahl des Oberbürgermeisters am 1. September 2019 kandidierten der Amtsinhaber Lars Kluge (CDU) sowie der damalige Fraktionsvorsitzende Alexander Weiß (ehem. DIE LINKE.). Der Amtsinhaber (Lars Kluge) wurde mit 63,8 % der Stimmen im Amt bestätigt.
| Wahl | Bürgermeister  | Vorschlag | Wahlergebnis (in %) |
| ---- | -------------- | --------- | ------------------- |
| 2019 | Lars Kluge     | CDU       | 63,8                |
| 2012 | Lars Kluge     | CDU       | 91,8                |
| 2008 | Erich Homilius | FWV       | 82,1                |
| 2001 | Erich Homilius | FWV       | 81,8                |

### Wappen
Blasonierung: „Geviert, in eins in Gold ein aus blauem Wellenschildfuß, darin zwei silberne Wellenfäden, wachsend ein linksgewendeter silbernimbierter Mann in natürlichen Farben, goldgegürteten blauem Gewand mit rotem Umhang, mit der Rechten auf einen oben grünenden Stab in natürlichen Farben gestützt, auf der linken Schulter das naturfarbene silbernimbierte Christuskind mit einem silbernen Reichsapfel in der linken Hand, in zwei in Rot zwischen zwei zurücktretenden silbernen Stufenfelsen eine grüne Tanne, in drei in Schwarz ein goldenes Schlägel und Eisen und in vier in Silber zwei balkenweise aus dem Feldrand wachsende, verschränkte, rotbeärmelte Hände in natürlichen Farben, alles belegt mit einem Schildchen, von Rot und Silber dreimal schräggeteilt.“
Als Flagge führt die Stadt Hohenstein-Ernstthal die Farben rot-silber. Andere Wappenversionen zeigen einen hersehenden Heiligen, z. T. mit goldenem Nimbus, die Ärmelfarbe schwarz.
Das Stadtwappen ist nach der Vereinigung der beiden Städte Hohenstein und Ernstthal um 1898 entstanden. Der nimbierte Mann ist der heilige Christophorus und weist auf die lutherische Kirche St. Christophori hin, das „Schlägel und Eisen“ ist als Zeichen des ehemaligen Bergbaus zu sehen, die Tanne erinnert an den einstigen Wald auf den Ernstthaler Fluren und die ineinandergreifenden Hände symbolisieren den Zusammenhalt der Ernstthaler Bürger, beide letzteren aus dem ehemaligen Ernstthaler Wappen. Die Herren von Schönburg waren die einstigen feudalen Grundherren beider Orte, deren Wappen im Herzschild geführt wird.

### Städtepartnerschaften
Partnerstädte von Hohenstein-Ernstthal sind
- Burghausen (Bayern), seit 13. September 2002
- Hockenheim (Baden-Württemberg), seit 3. Oktober 1990
- Rheinberg (Nordrhein-Westfalen), seit 3. Oktober 1990

Die Stadt Dugny (Frankreich) war zu DDR-Zeiten von 1969 an Partnerstadt der ehemaligen Kreisstadt Hohenstein-Ernstthal.

## Kultur und Sehenswürdigkeiten

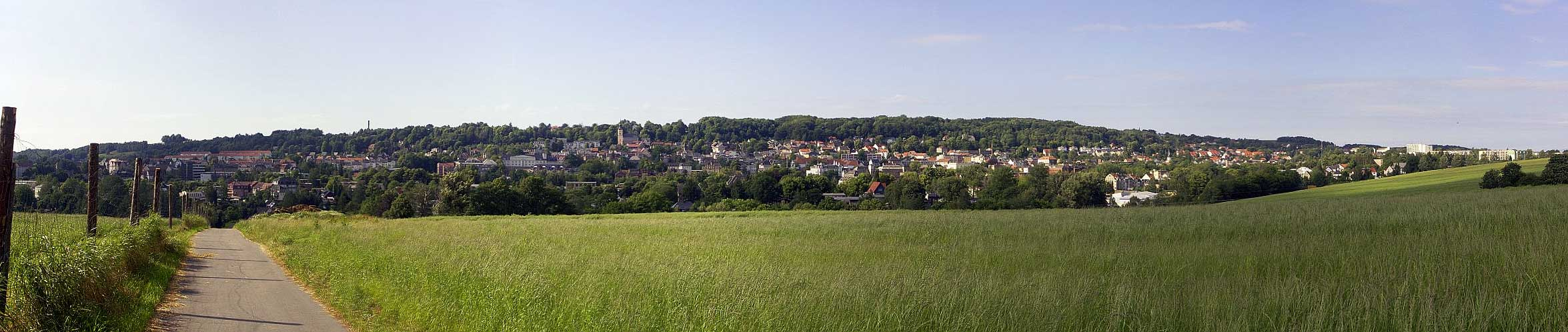
Teilpanorama Hohenstein-Ernstthals

### Museen, Galerien und Kunstsammlungen

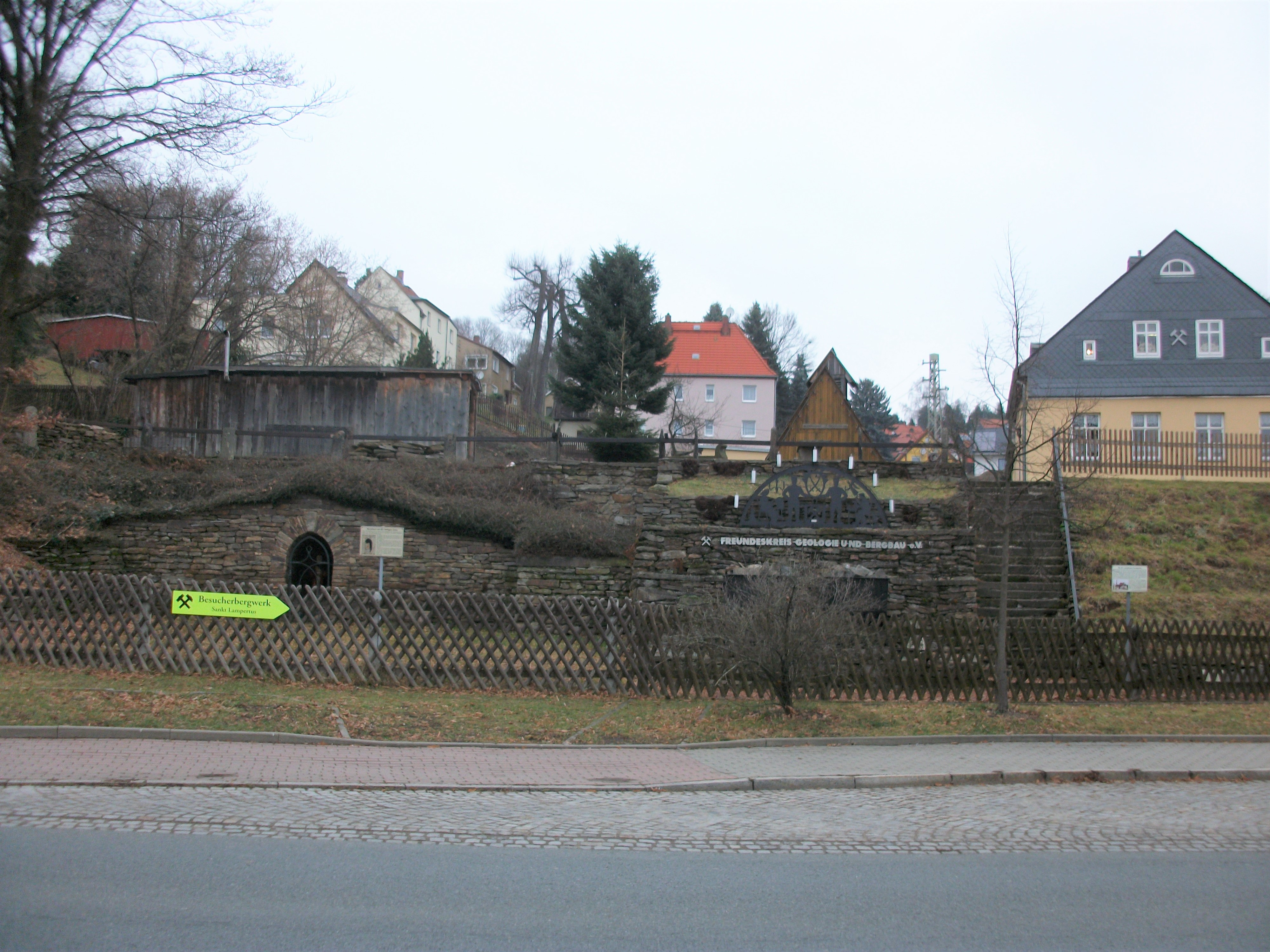
St.-Lampertus-Fundgrube, Frontansicht

- Karl-May-Haus – Geburtshaus des Schriftstellers Karl May
- Karl-May-Begegnungsstätte mit wechselnden Sonderausstellungen
- Textil- und Rennsportmuseum
- Museum „Buntes Holz“[22][23]
- Huthaus „St. Lampertus“

In der Stadt gibt es folgende Wasserspiele:
- Marktbrunnen (Kalte Hedwig)
- Bergbaubrunnen, auf dem Altmarkt
- Stadtrechtsbrunnen, im Textil- und Rennsportmuseum
- Kugelbrunnen, auf dem Zillplatz
- Artesischer Brunnen, im Stadtgarten
- Kugelbrunnen, in Wüstenbrand

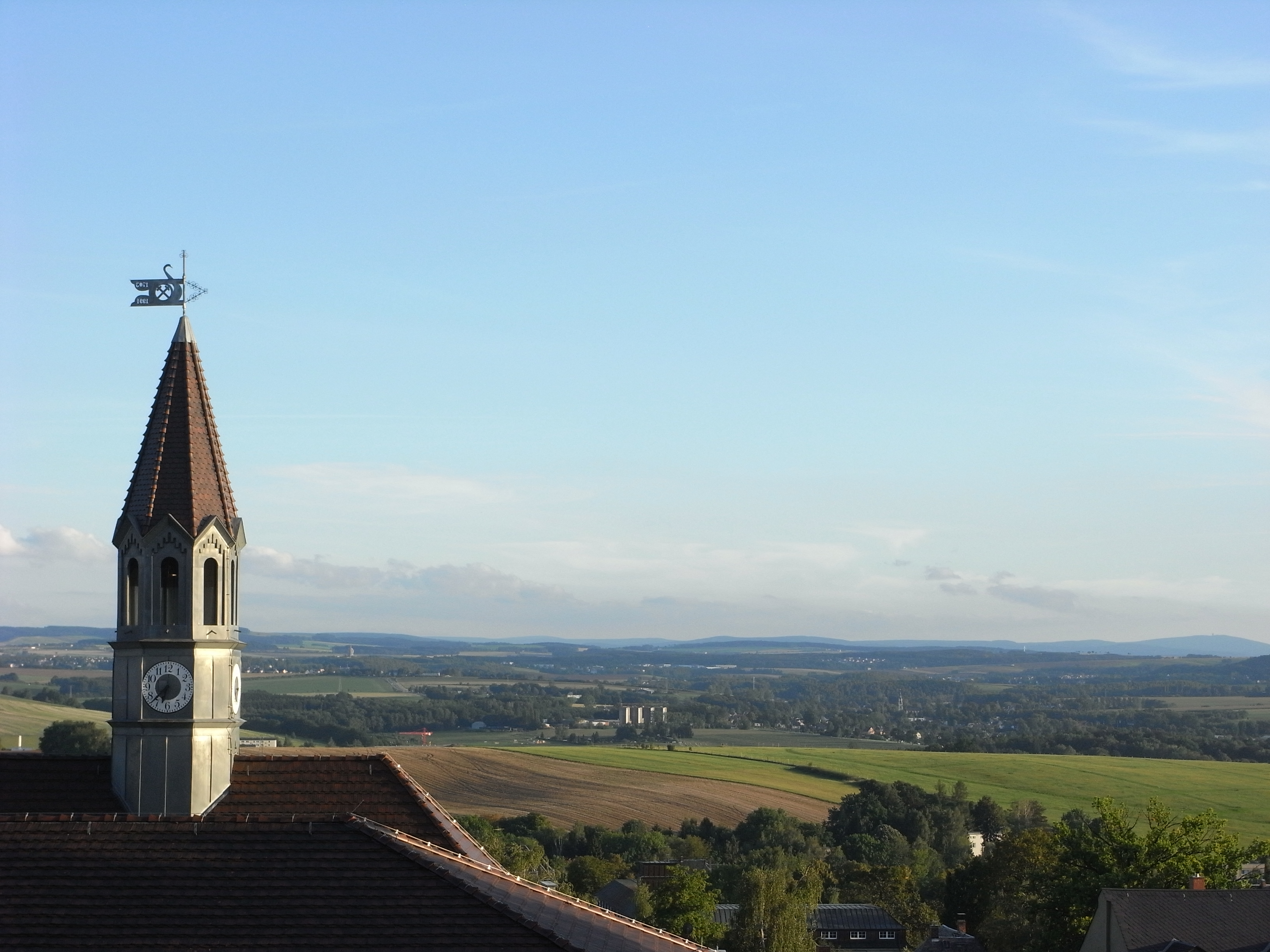
Blick über den Rathausturm

Zu den regelmäßigen Veranstaltungen zählt der Große Preis von Deutschland für Motorräder im Rahmen der Motorrad-Weltmeisterschaft auf dem Sachsenring und zu den nennenswerten Vereinen gehört der VfL 05 Hohenstein-Ernstthal.

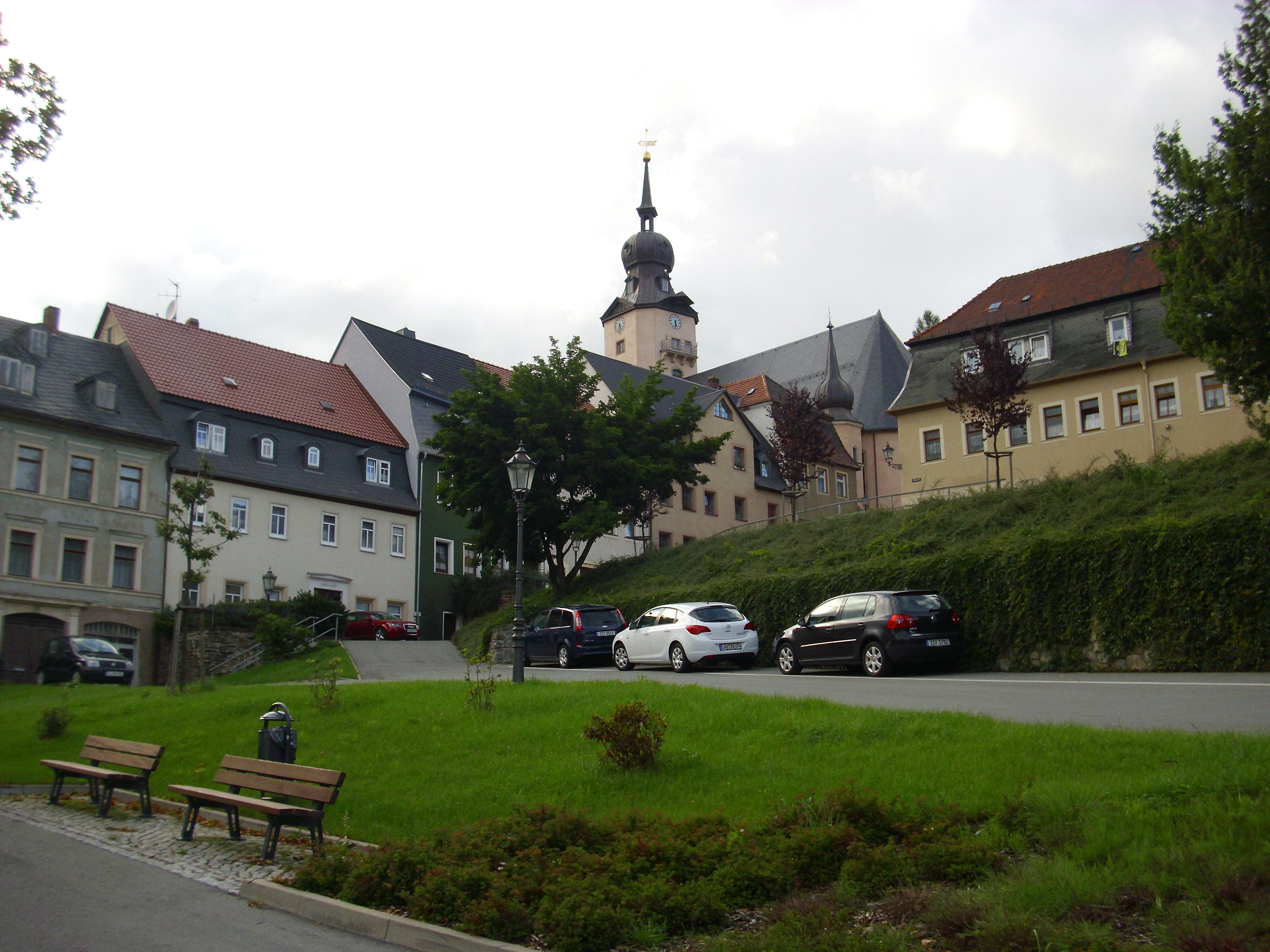
Nordwestlicher Altmarkt mit St. Christophori

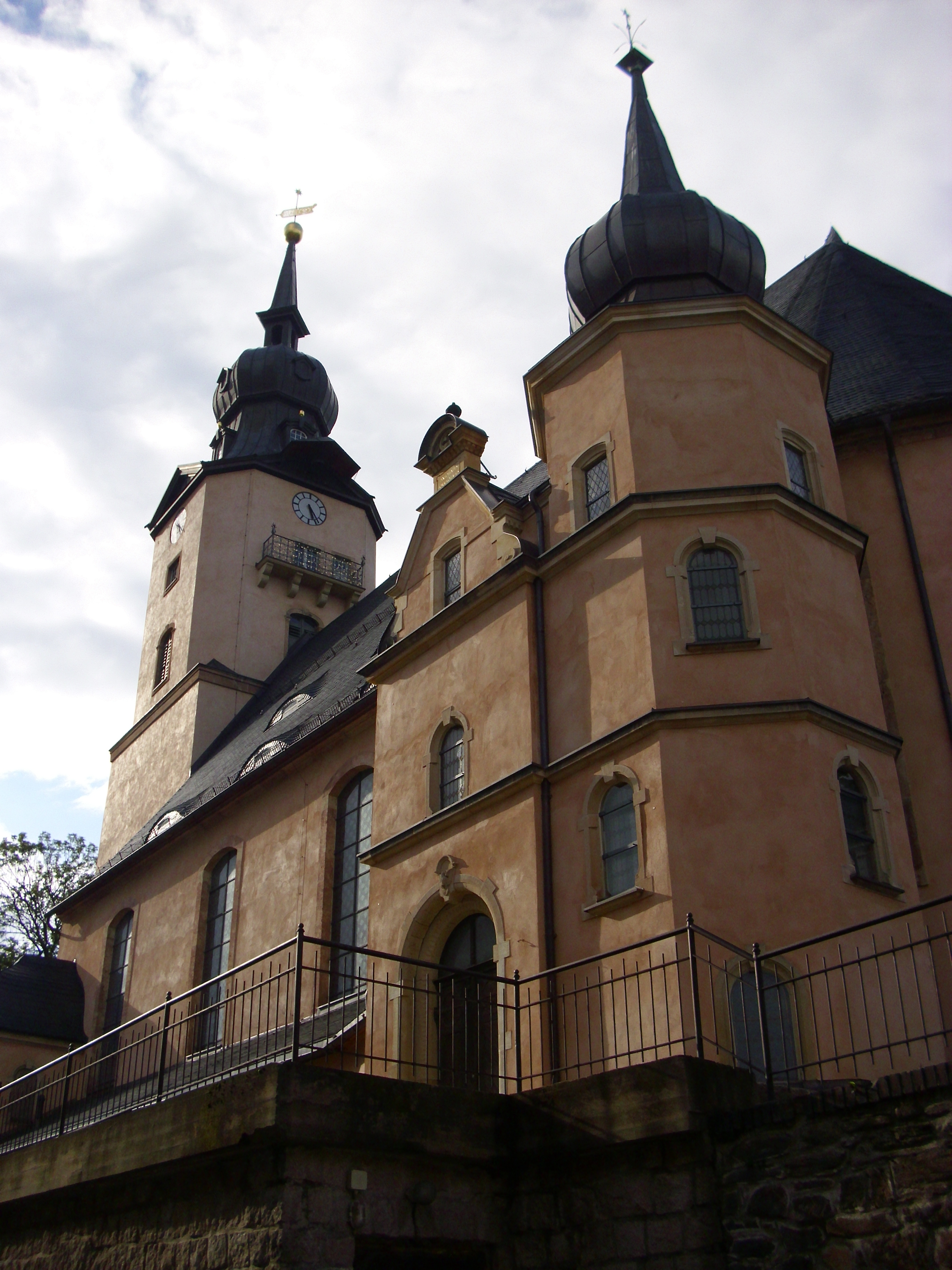
Sankt-Christophori-Kirche

## Wirtschaft und Infrastruktur

### Wirtschaft

#### Einzelhandel
Die Innenstadt von Hohenstein-Ernstthal hat viele kleine Läden, so gibt es in Zentrumsnähe unter anderem Filialen von Rossmann, Vodafone oder Ernsting’s family. Zudem gibt in Hohenstein-Ernstthal eine große Anzahl von Lebensmitteleinzelhandelsgeschäften.

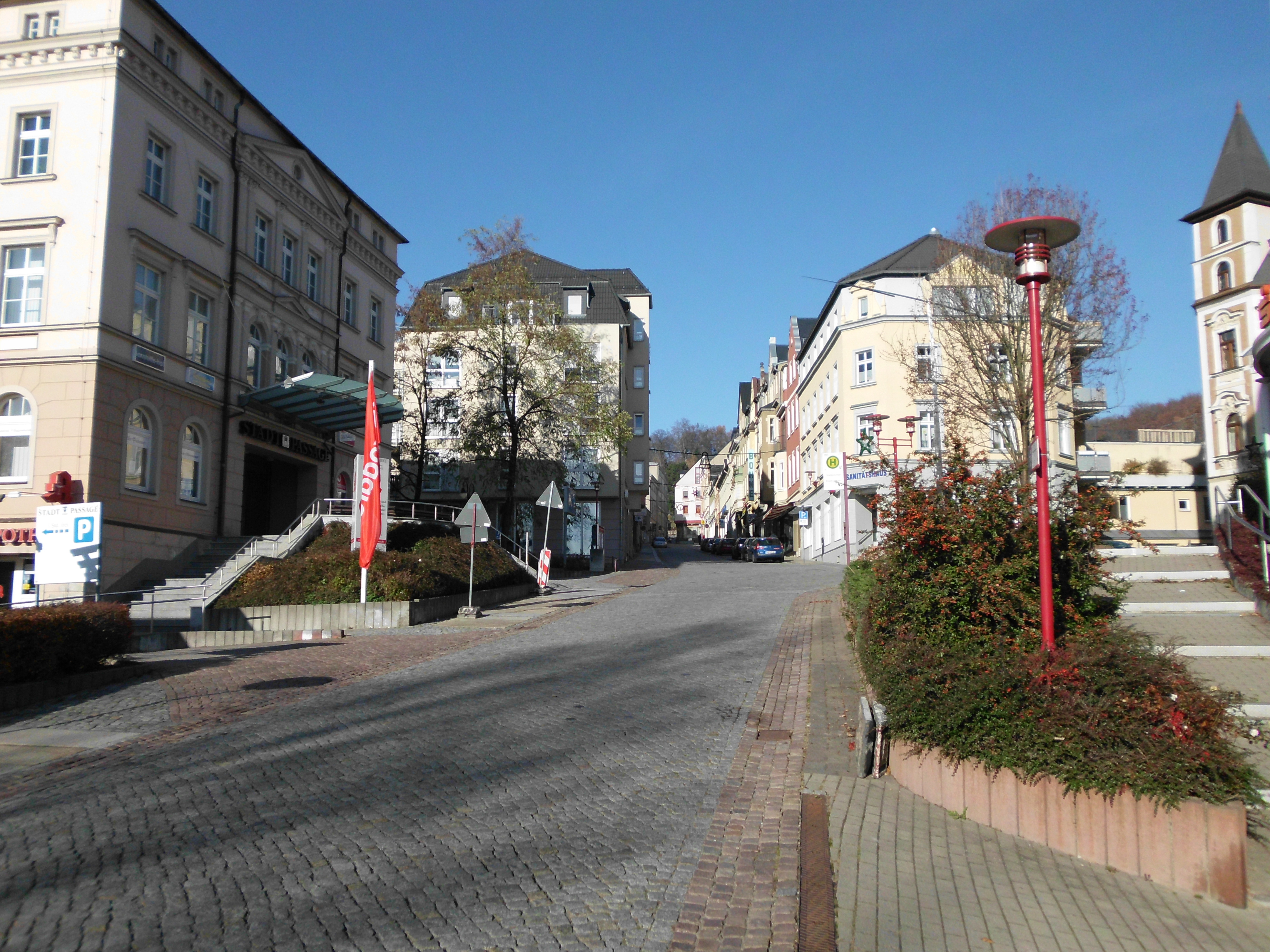
Weinkellerstraße
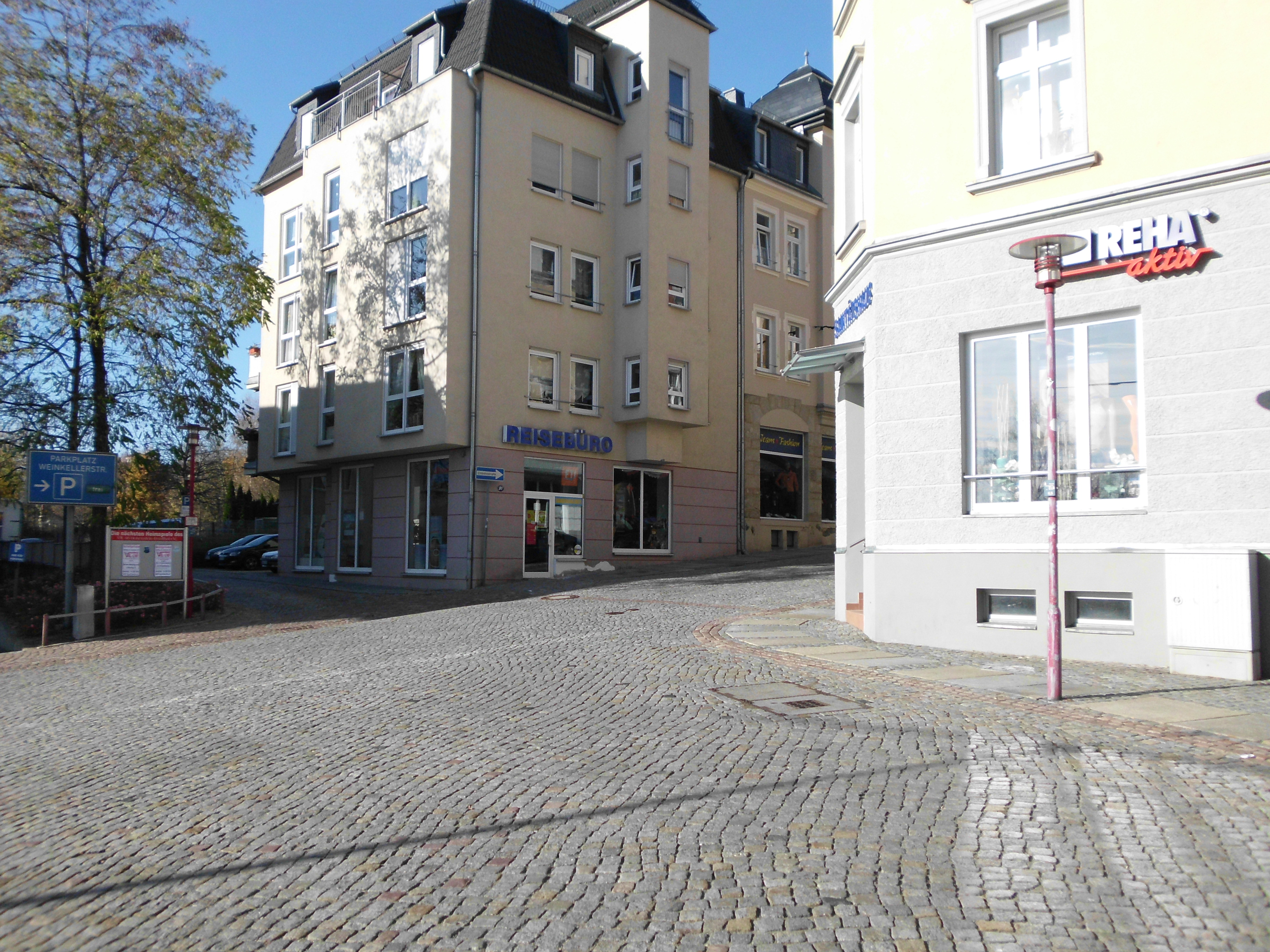
Reisebüro in der Weinkellerstraße
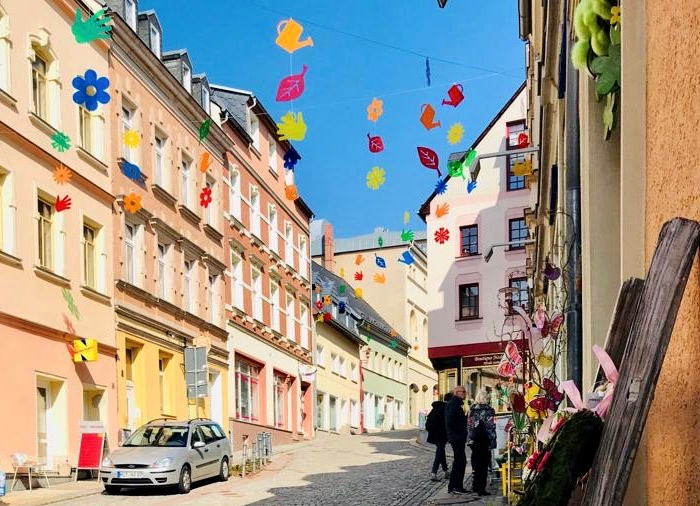
Weinkellerstraße im Frühling

#### Ortsansässige Unternehmen
- Meyer Burger (Germany) GmbH – TecDAX-notiertes Maschinenbauunternehmen im Photovoltaik-Bereich
- ThyssenKrupp System Engineering GmbH

### Bildung
Die Stadt Hohenstein-Ernstthal bietet Kindern und Jugendlichen zwei Grundschulen, eine Oberschule, eine Lernförderschule sowie ein Gymnasium und stellt damit einen Bildungsstandort für die gesamte Region.
- Lessing-Gymnasium
- Sachsenring-Oberschule (früher Hüttengrund-Grundschule und davor Clara-Zetkin-Oberschule)
- Karl-May-Grundschule (früher: Wilhelm-Pieck-Oberschule und Herder-Mittelschule)
- Diesterweg-Grundschule Wüstenbrand
- Lernförderschule „Am Sachsenring“ in Trägerschaft des Landkreises Zwickau

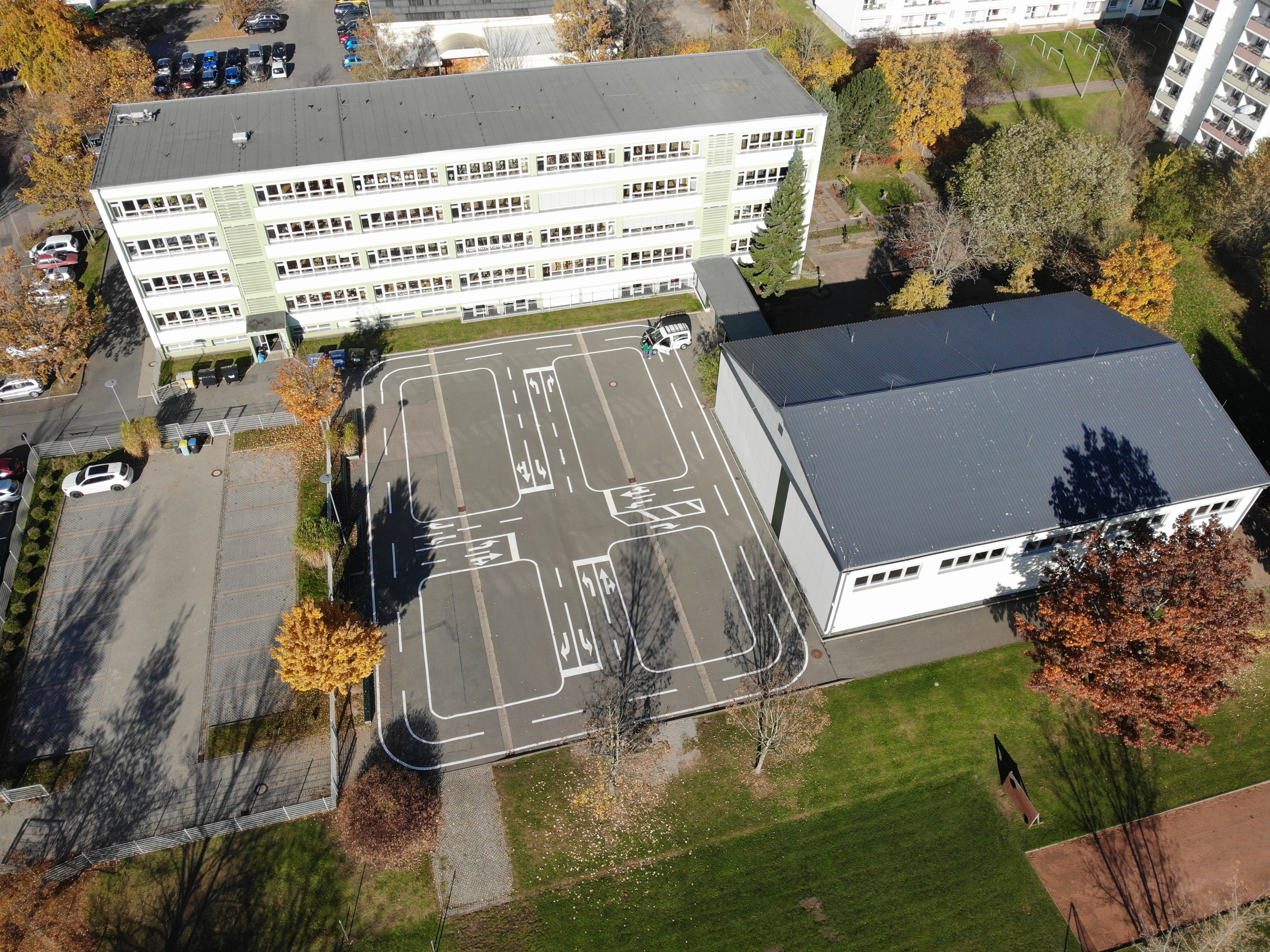
Gelände Karl-May-Grundschule
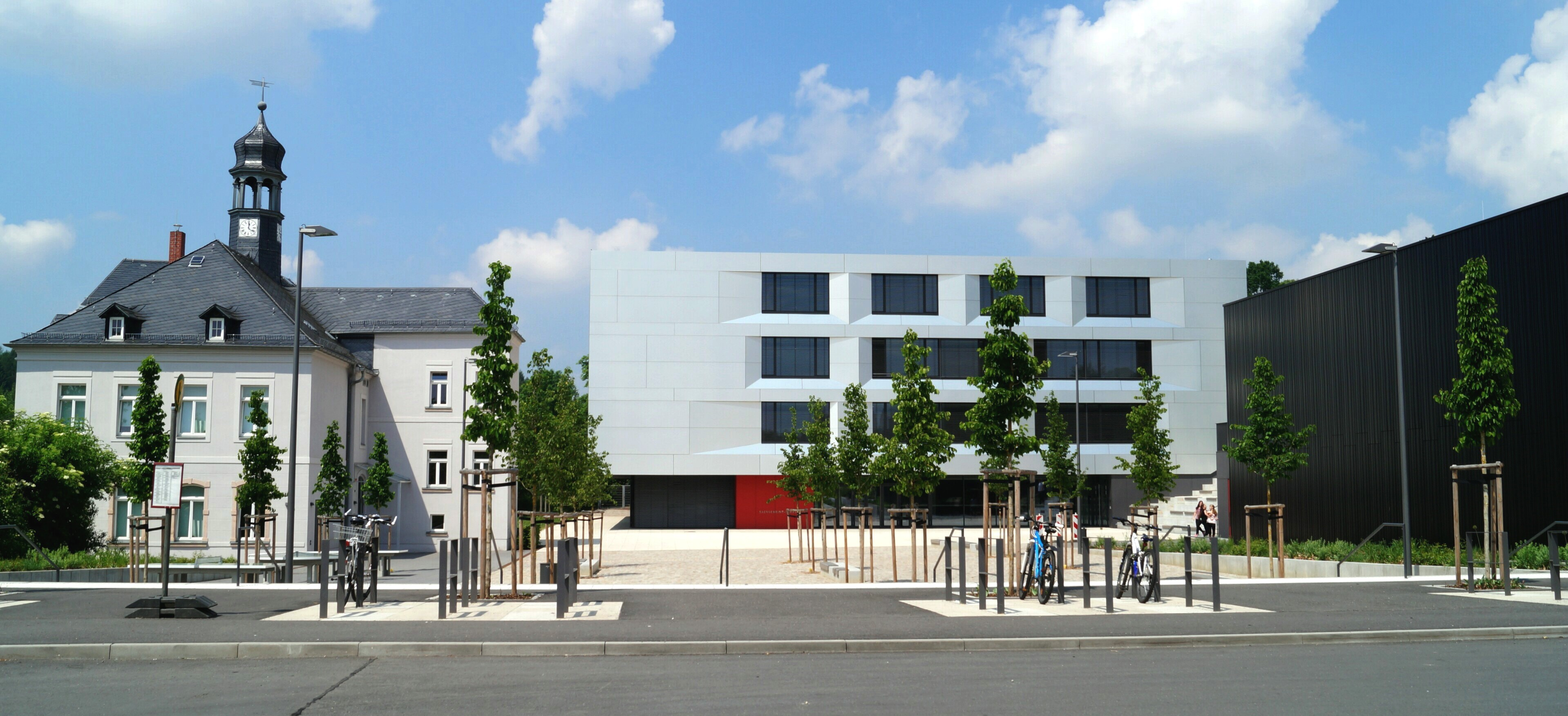
Sachsenring-Oberschule
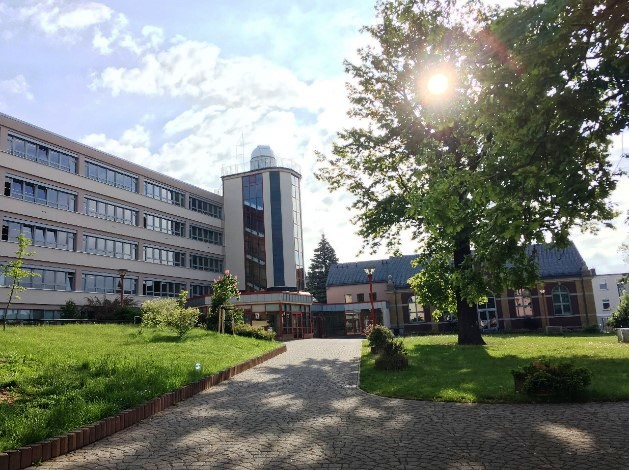
Lessing-Gymnasium
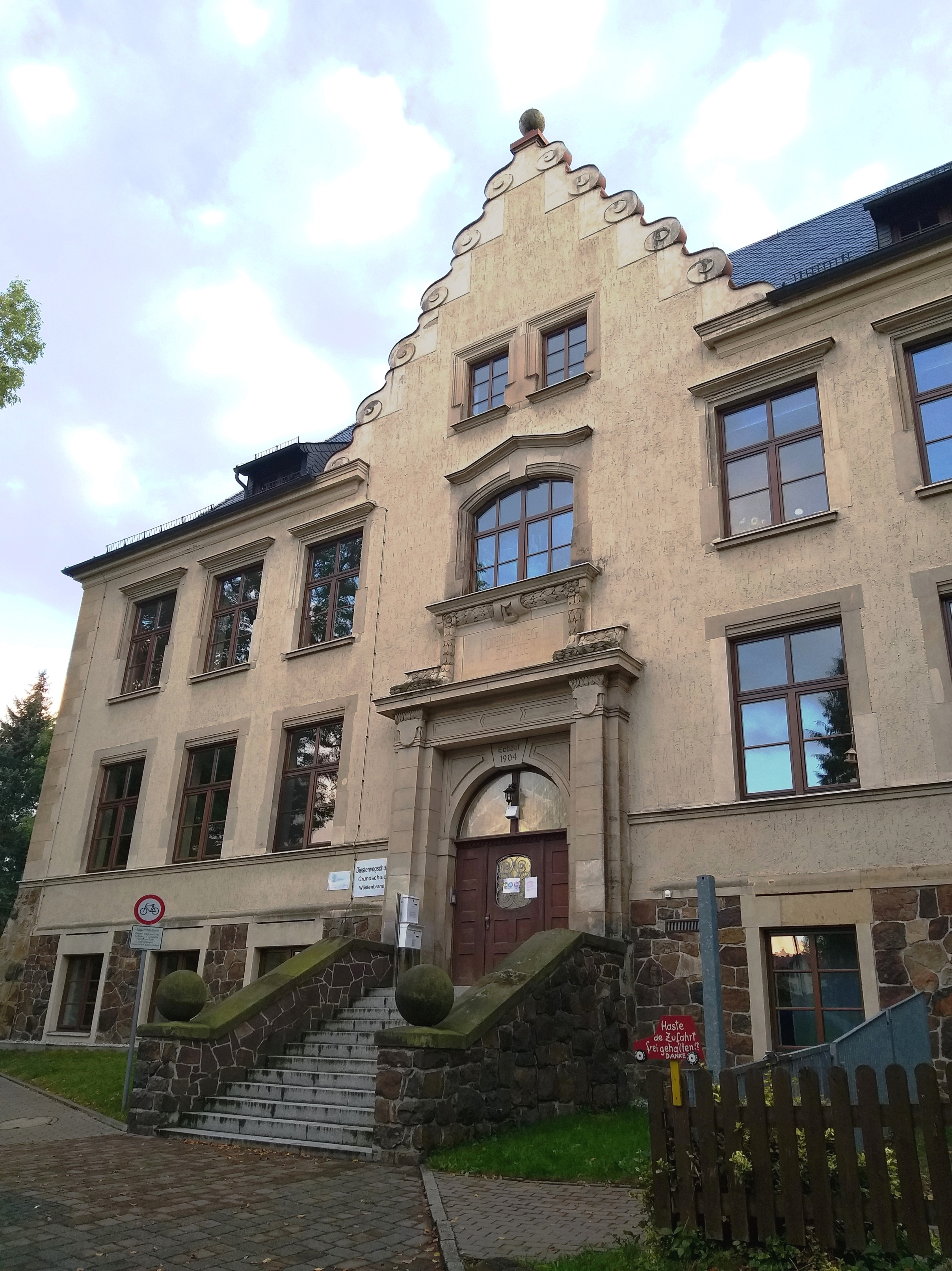
Diesterweg-Grundschule Wüstenbrand

### Verkehr

#### Straßenverkehr
Durch das Stadtgebiet führt die A 4. Diese ist über die Anschlussstellen Hohenstein-Ernstthal und Wüstenbrand zu erreichen. Auch die B 173 und B 180 führen in der Nähe vorbei.

#### Schienenverkehr

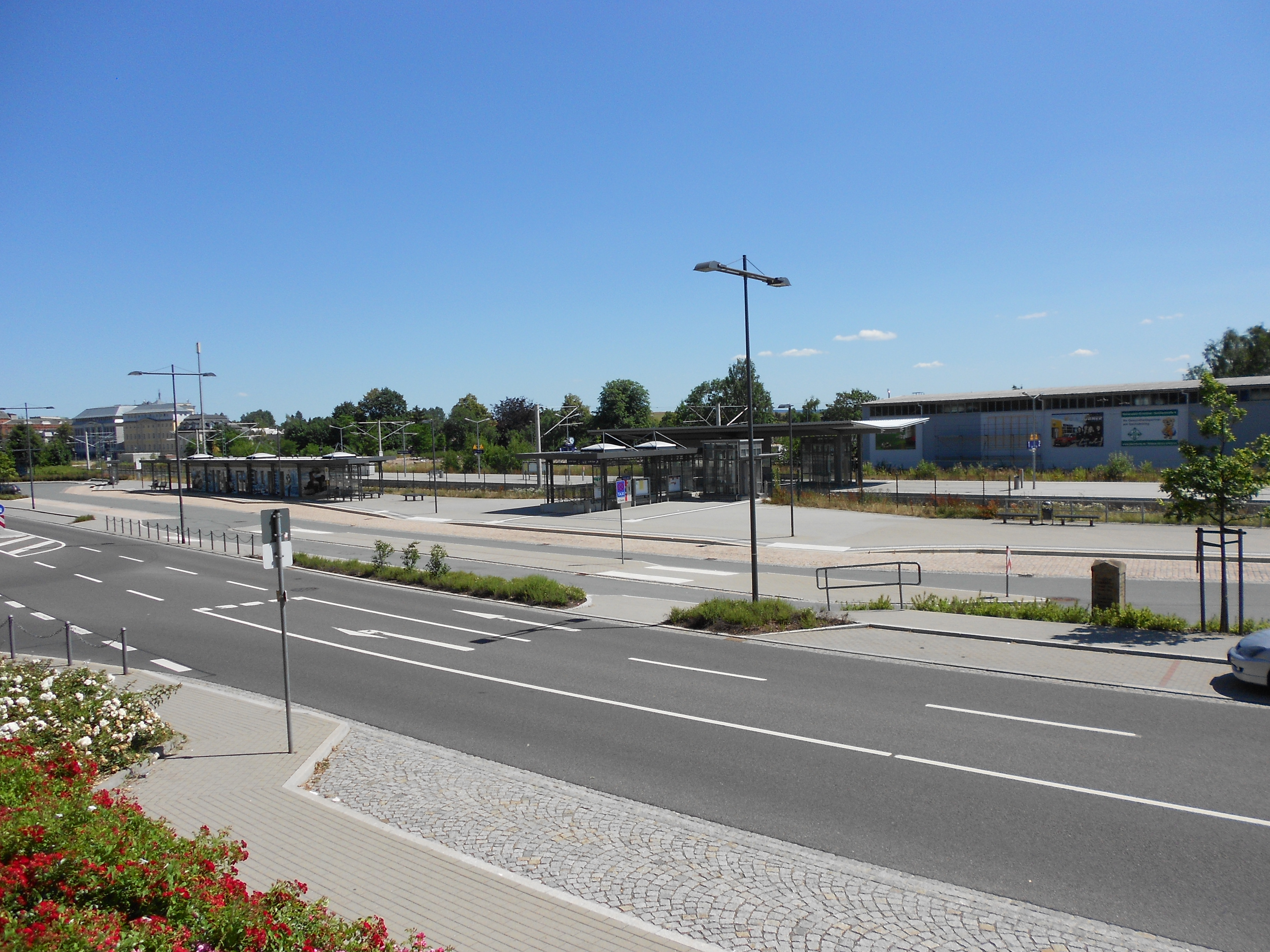
Bahnhof Hohenstein-Ernstthal

Der Bahnhof Hohenstein-Ernstthal liegt an Bahnstrecke Dresden–Werdau im Verkehrsverbund Mittelsachsen. Es halten sowohl die stündlichen Regionalexpress-Züge der Linie RE3 Dresden–Freiberg–Chemnitz–Zwickau–Plauen–Hof als auch die Regionalbahnen der Linie RB30 Dresden–Freiberg–Chemnitz–Zwickau mit Halt an allen Unterwegsstationen, deren Stundentakt teilweise auf einen Halbstundentakt verdichtet wird. Mit der Inbetriebnahme des Elektronetzes Mittelsachsen im Juni 2016 gingen Verbesserungen im Fahrplan und der Einsatz neuer, verbundeigener Triebwagen vom Typ Alstom Coradia Continental einher. Betreiber ist seitdem die Mitteldeutsche Regiobahn.
Bis Dezember 2011 hielt der Regional-Express RE1 Chemnitz–Erfurt–Göttingen, der seitdem in Glauchau endet. Eine Rücknahme der Kürzung ist abhängig davon, ob der Freistaat Sachsen die Regionalisierungsmittel vom Bund zukünftig wieder in vollem Umfang an die für die Bestellung des Nahverkehrs zuständigen Zweckverbände weiterreicht. Der Bahnhof war bis 2012 auch Halt der privaten Fernverkehrslinie Vogtland-Express Plauen–Chemnitz–Berlin.

#### Öffentlicher Nahverkehr
In der Stadt gibt es zwei Stadtbuslinien, die Linie 1 bedient das Gebiet vom Bahnhof/Busbahnhof in Richtung Hüttengrund, Sonnenstraße und Wüstenbrand. Und die Linie 2 bedient das Gebiet E-Thälmann-Siedlung und F-Heckert-Siedlung. Es bestehen noch eine große Anzahl an Überlandlinien in Richtung Lichtenstein, Oberlungwitz, Limbach-Oberfrohna, Lugau, Langenchursdorf, Oelsnitz, Waldenburg und Chemnitz. Von 1913 bis 1960 war der Bahnhofsvorplatz in Hohenstein-Ernstthal Ausgangspunkt einer Überlandstraßenbahn, der Straßenbahn Hohenstein-Ernstthal–Oelsnitz.

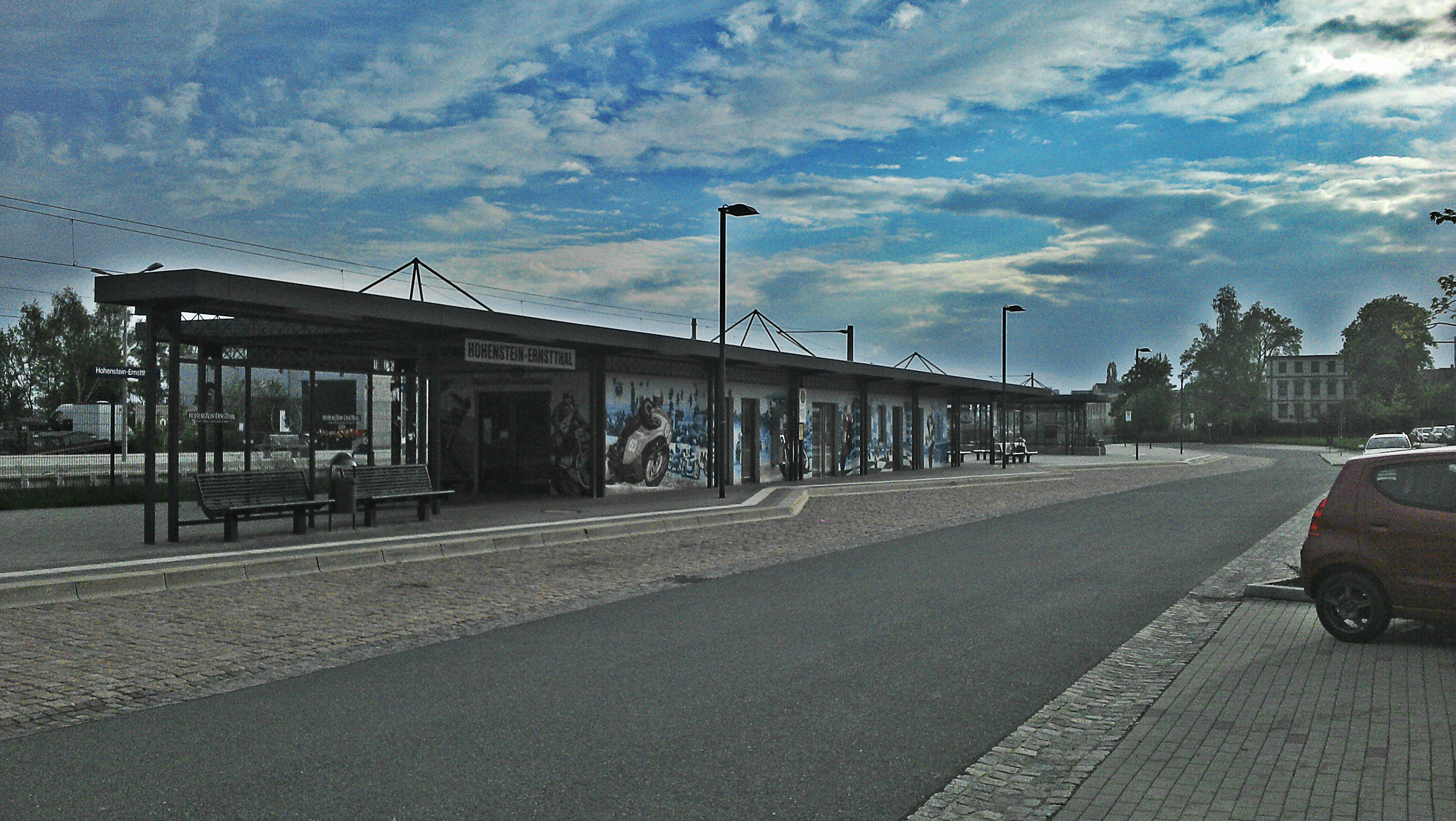
Busbahnhof
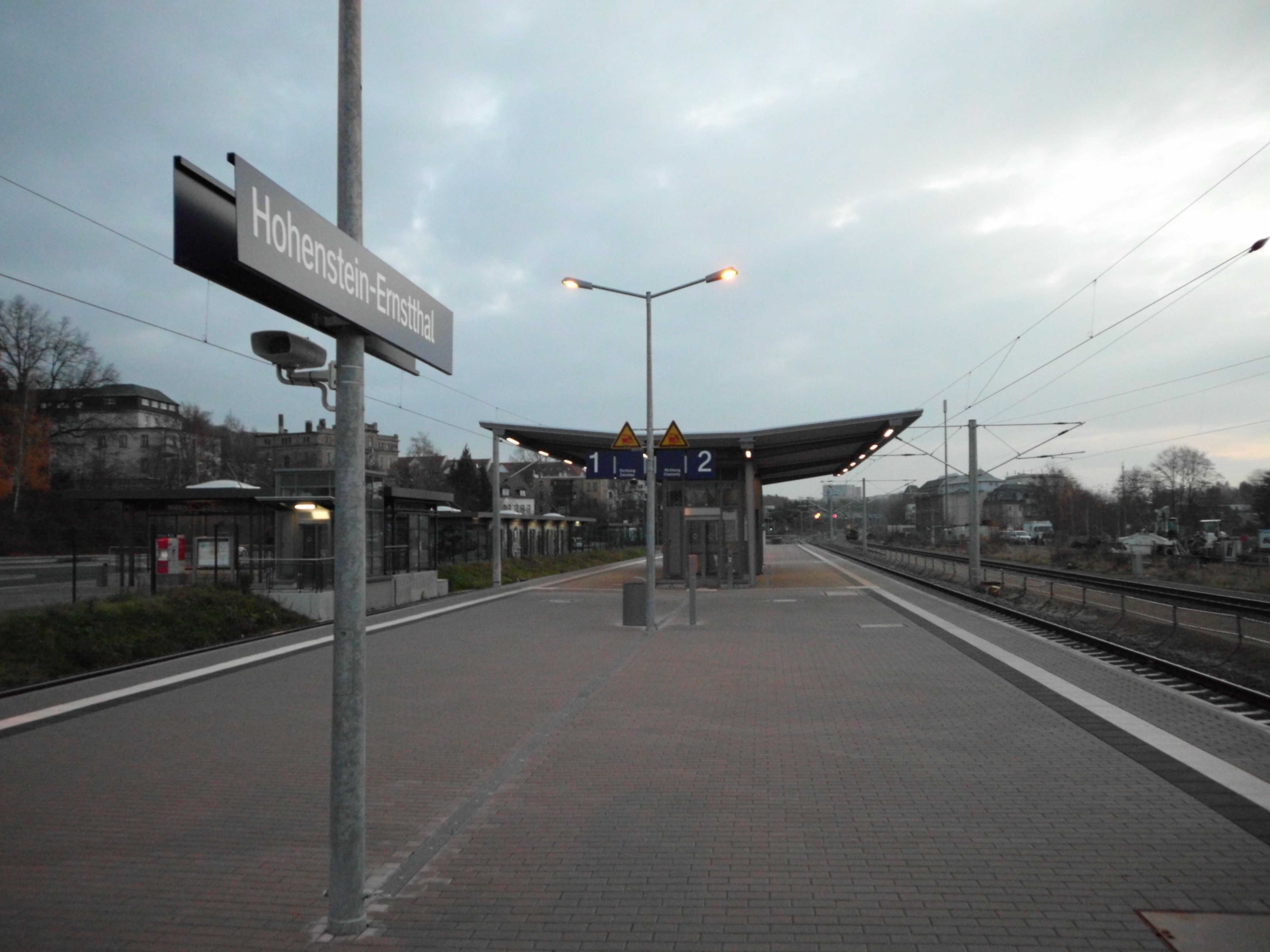
Inselbahnsteig
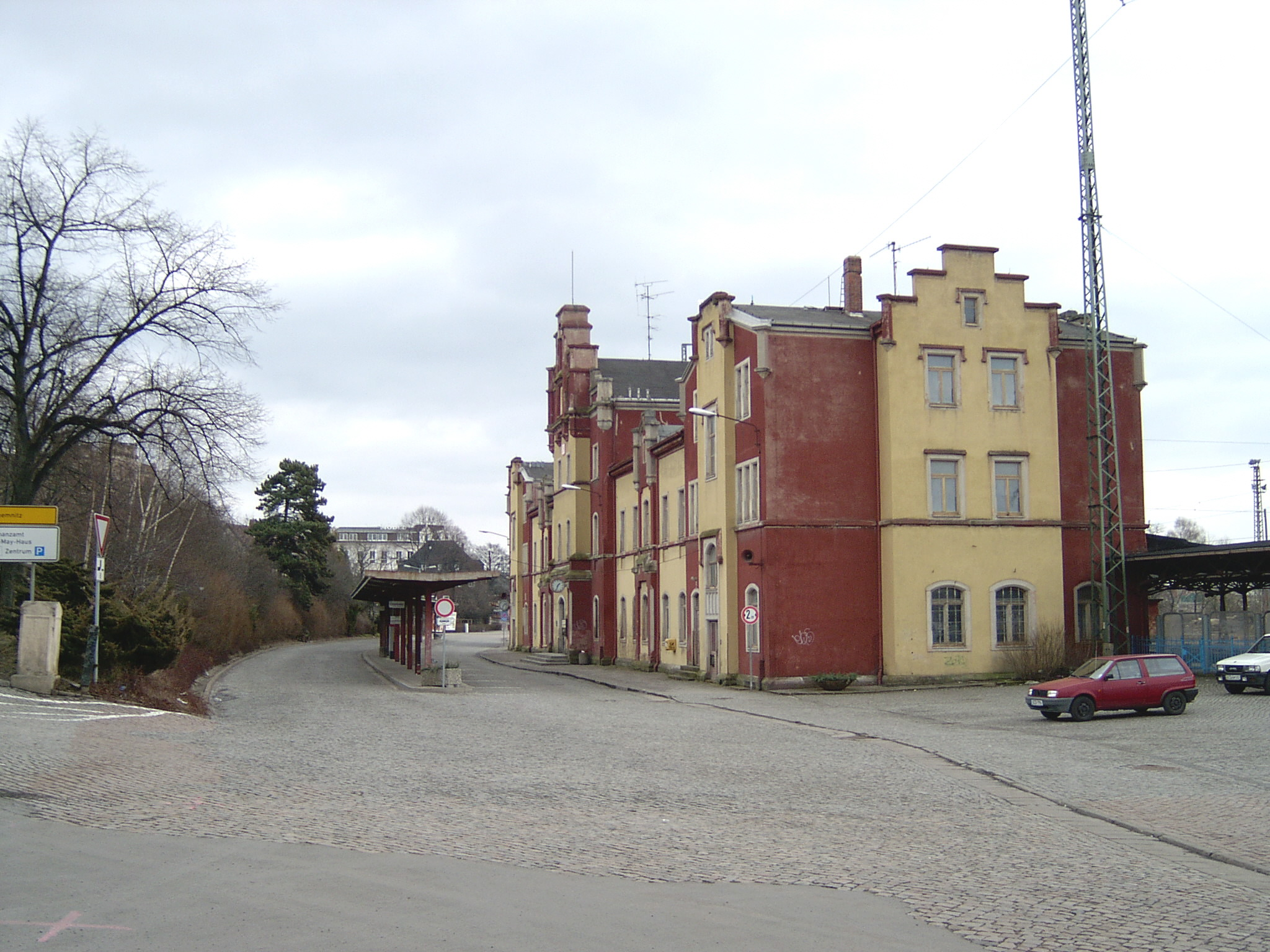
Bahnhof 2003
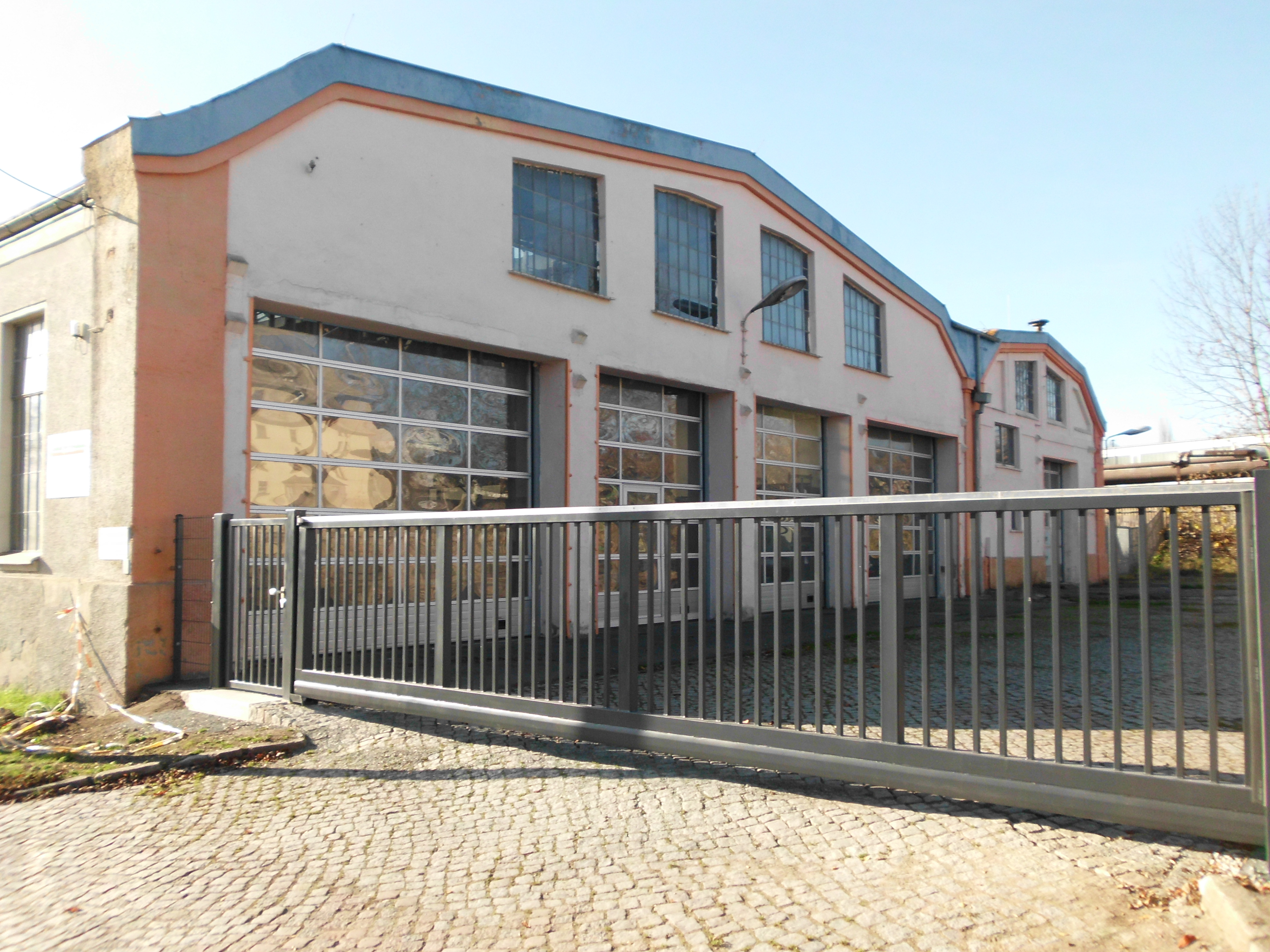
Straßenbahndepot Hohenstein-Ernstthal
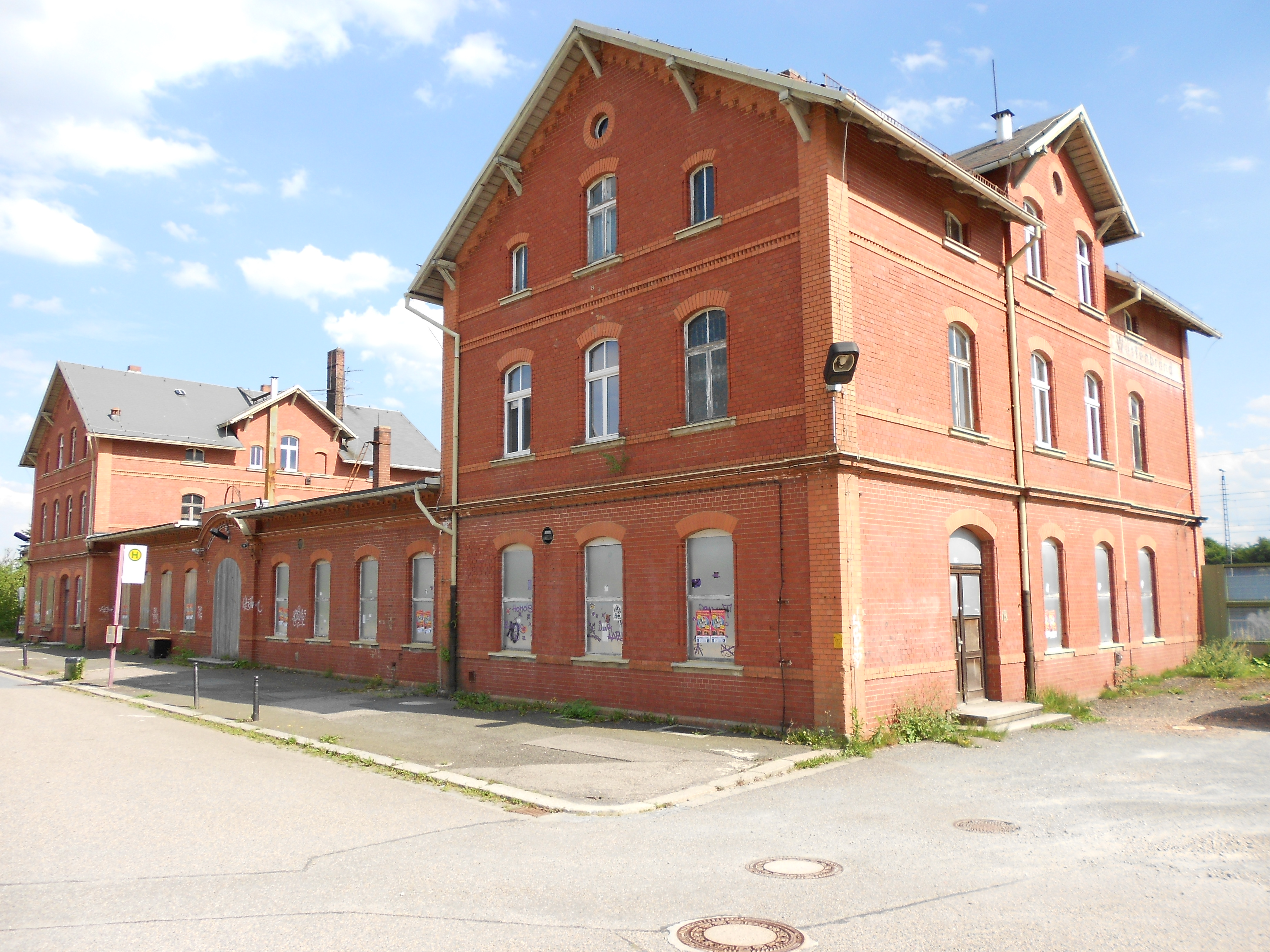
Empfangsgebäude Wüstenbrand

### Grünflächen und Spielplätze
Hohenstein-Ernstthal bietet diverse Grünflächen, Parkanlagen und Spielplätze für Einwohner und Besucher.

#### Pfaffenberg
Hohenstein-Ernstthal liegt am südlichen Hang des Pfaffenbergs, welcher 480 m hoch ist. Bei guten Wetterbedingungen ist die Sicht auf den höchsten Berg Sachsens, den Fichtelberg, gegeben. Das große Areal biete vielfältige Möglichkeiten für Spaziergänger und Wanderer. Im Zentrum des Gebiets liegt das Berggasthaus, welches derzeit jedoch leider geschlossen ist.
Außerdem findet sich im Areal ein dendrologischer Lehrpfad, eine große Vielfalt an Rhododendren, sowie eine Freilichtbühne mit Sitzmöglichkeiten für Konzerte oder Veranstaltungen. Der Pfaffenberg bietet zudem zwei Spielplätze für Kinder.

#### Rosa-Luxemburg-Park
Der Rosa-Luxemburg-Park, gelegen im Stadtteil Hohenstein, bietet einen kleinen Park für Spaziergänger sowie einen Spielplatz für Kinder jeden Alters.

#### Heidelberg
Mittelpunkt der in Wüstenbrand gelegenen Grünfläche Heidelberg ist der Heidelbergturm. Dieser ist ein Aussichtsturm, welcher 1991 auf der höchsten Erhebung des Ortes errichtet wurde.

#### Weitere Parkanlagen
- Hermann-Ende-Park (Röhrensteig)
- Polizeipark
- Park Talstraße
- ehem. Färberei Talstraße
- ehem. Freibad
- Grünfläche Wilhelm-Stein
- Stadtgarten
- Stadtpark
- Jahnpark
- Fuchsgrund
- Teichplatz
- Grün-Entwicklungsfläche zw. Ernstthaler Friedhof und Schülergässchen
- Volkshausteich

#### Spielplätze
In Hohenstein-Ernstthal und dem Ortsteil Wüstenbrand gibt es derzeit 15 wohnortnahe Spielplätze. Die folgend aufgeführten Spielplätze sind öffentlich und frei zugänglich. Der Großteil wird bewirtschaftet durch die Stadt Hohenstein-Ernstthal, einige wenige durch die städtische Wohnungsgesellschaft beziehungsweise Wohnungsgenossenschaft.

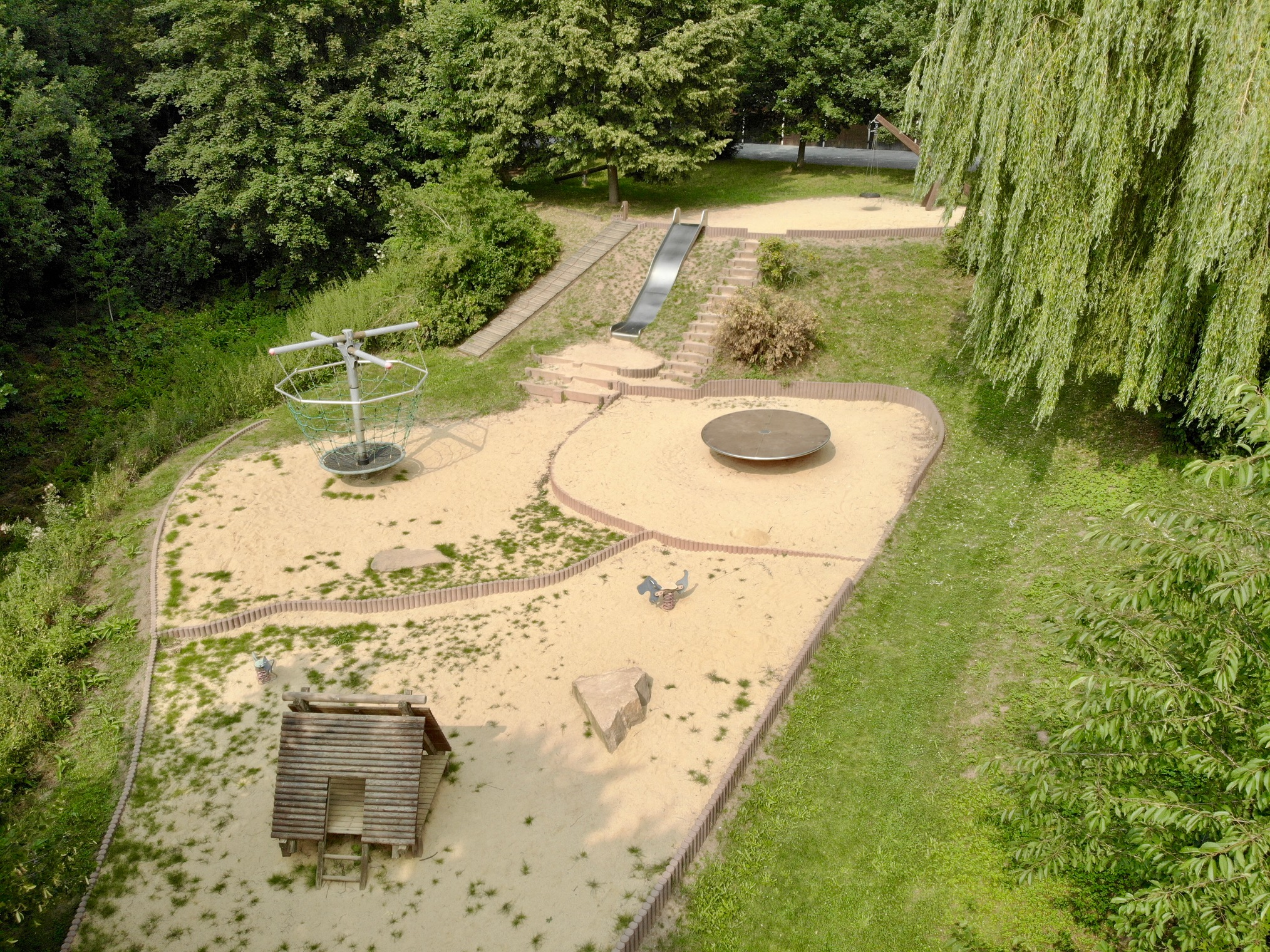
Spielplatz Fritz-Heckert-Siedlung
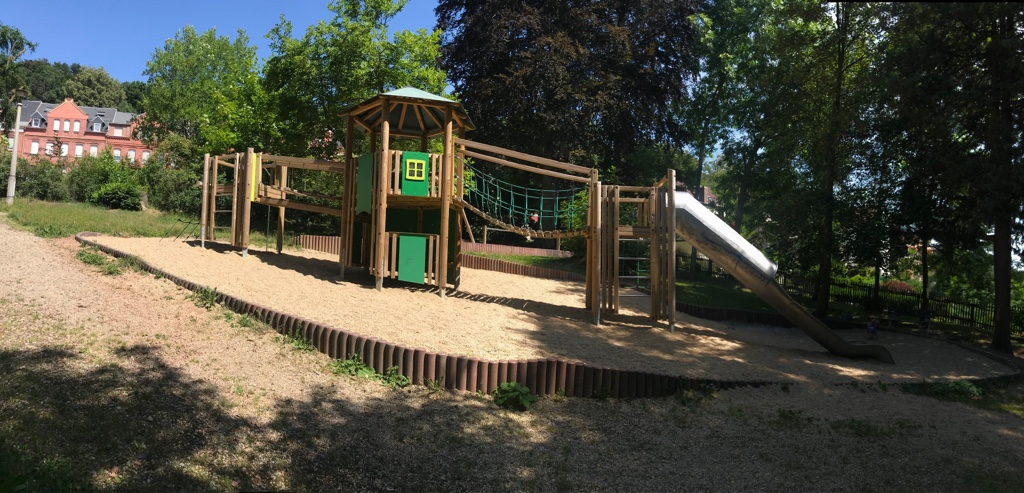
Spielplatz Jahnpark
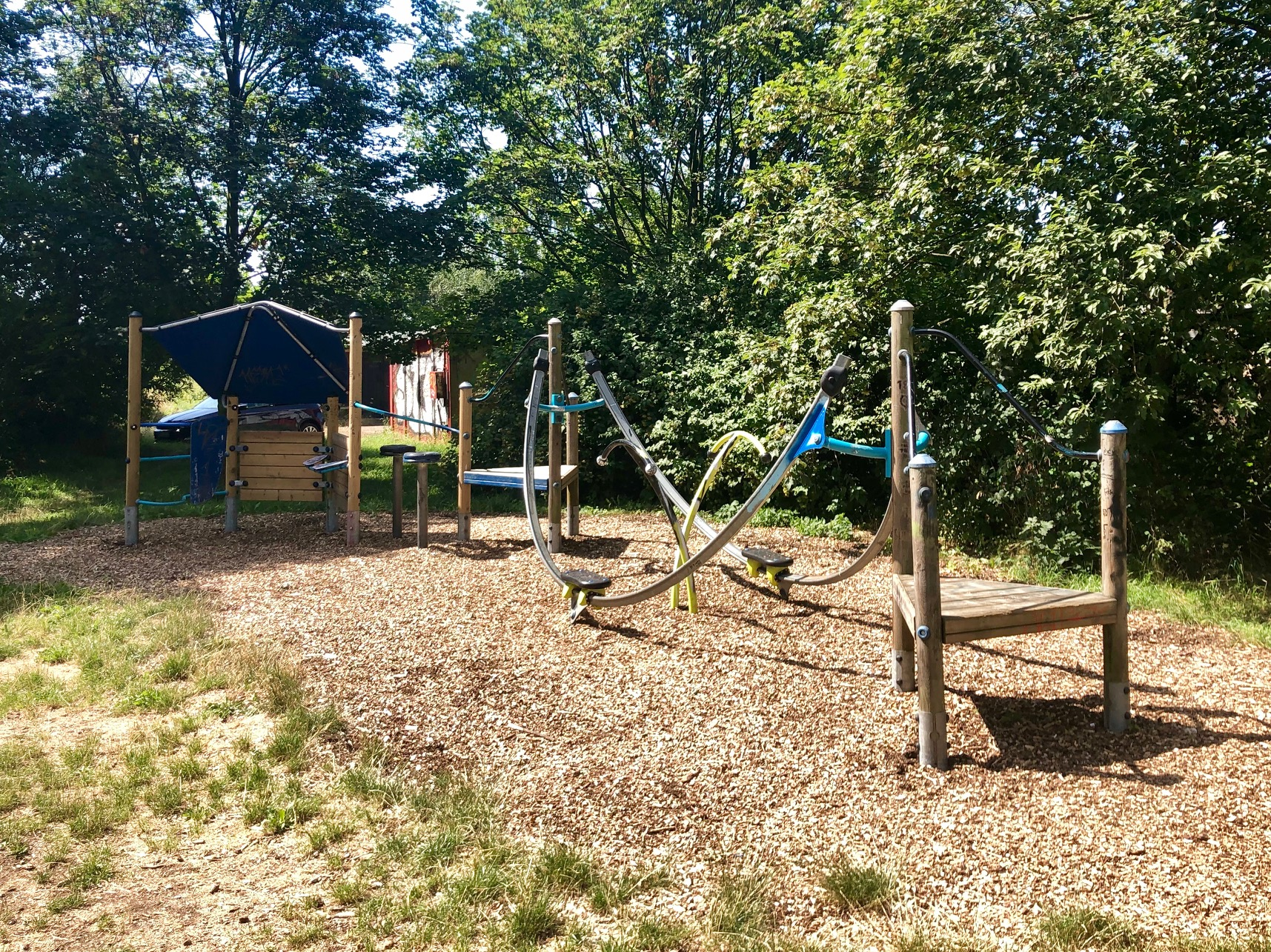
Spielplatz Ringstraße
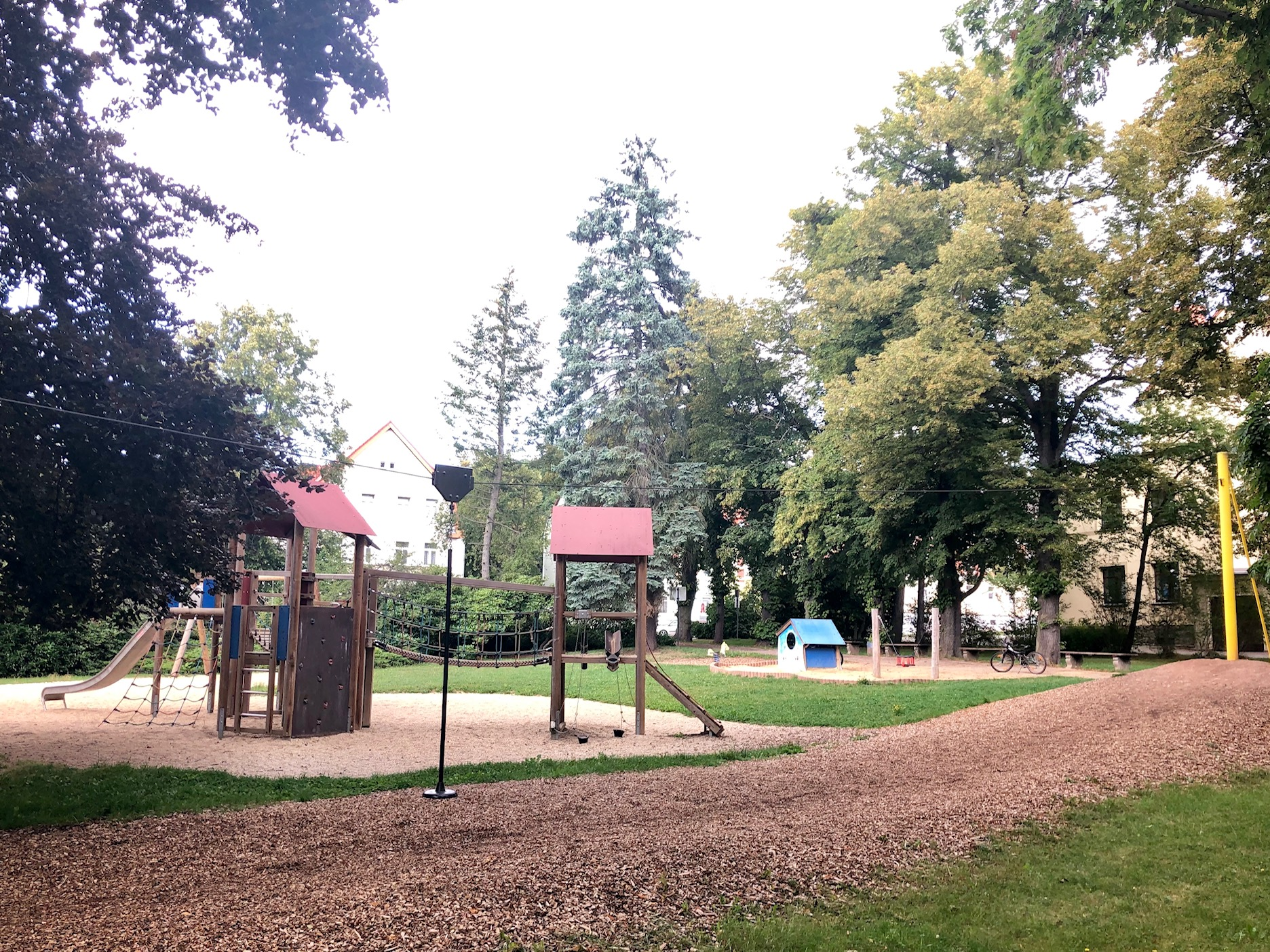
Spielplatz Rosa-Luxemburg-Park
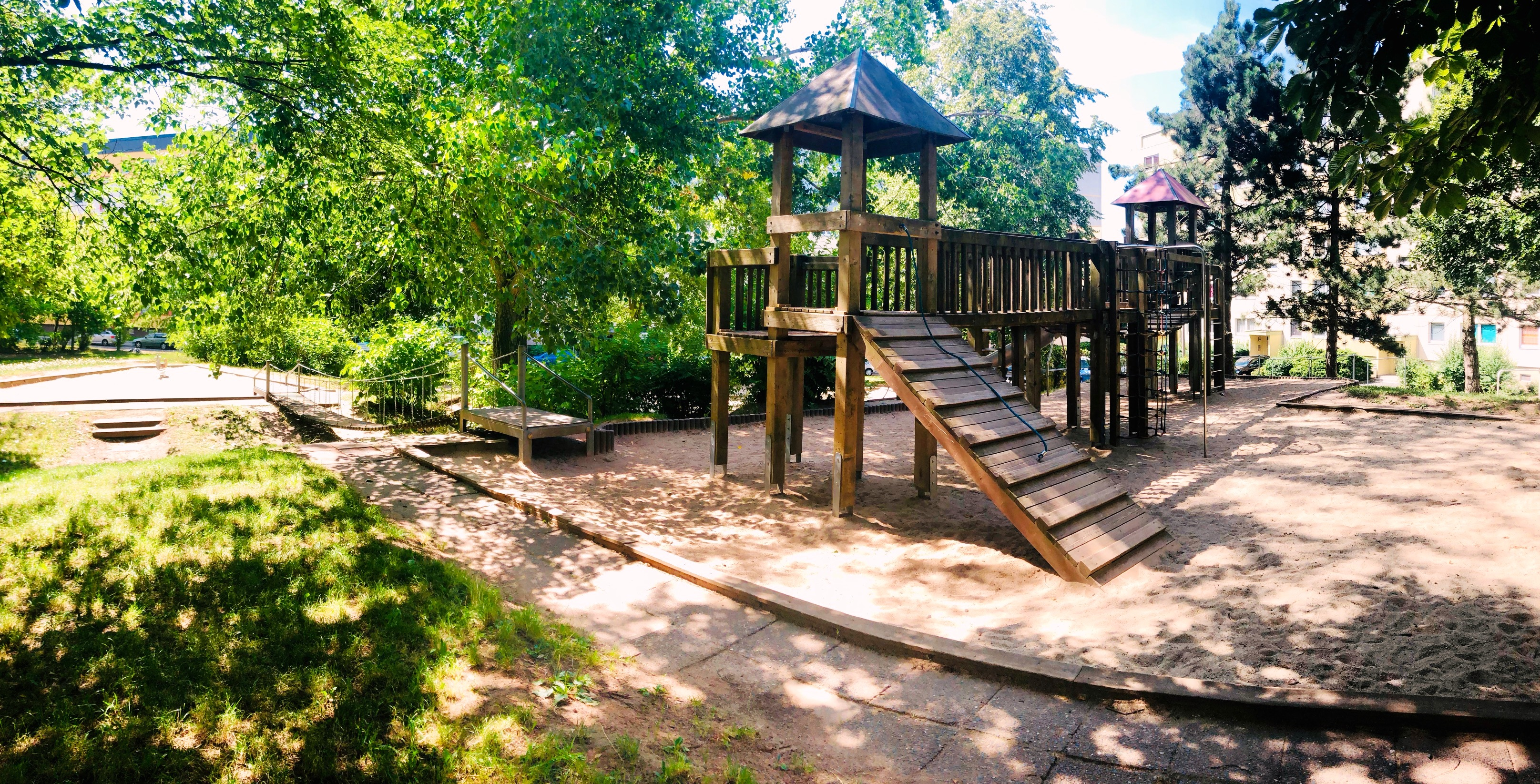
Spielplatz Sonnenstraße
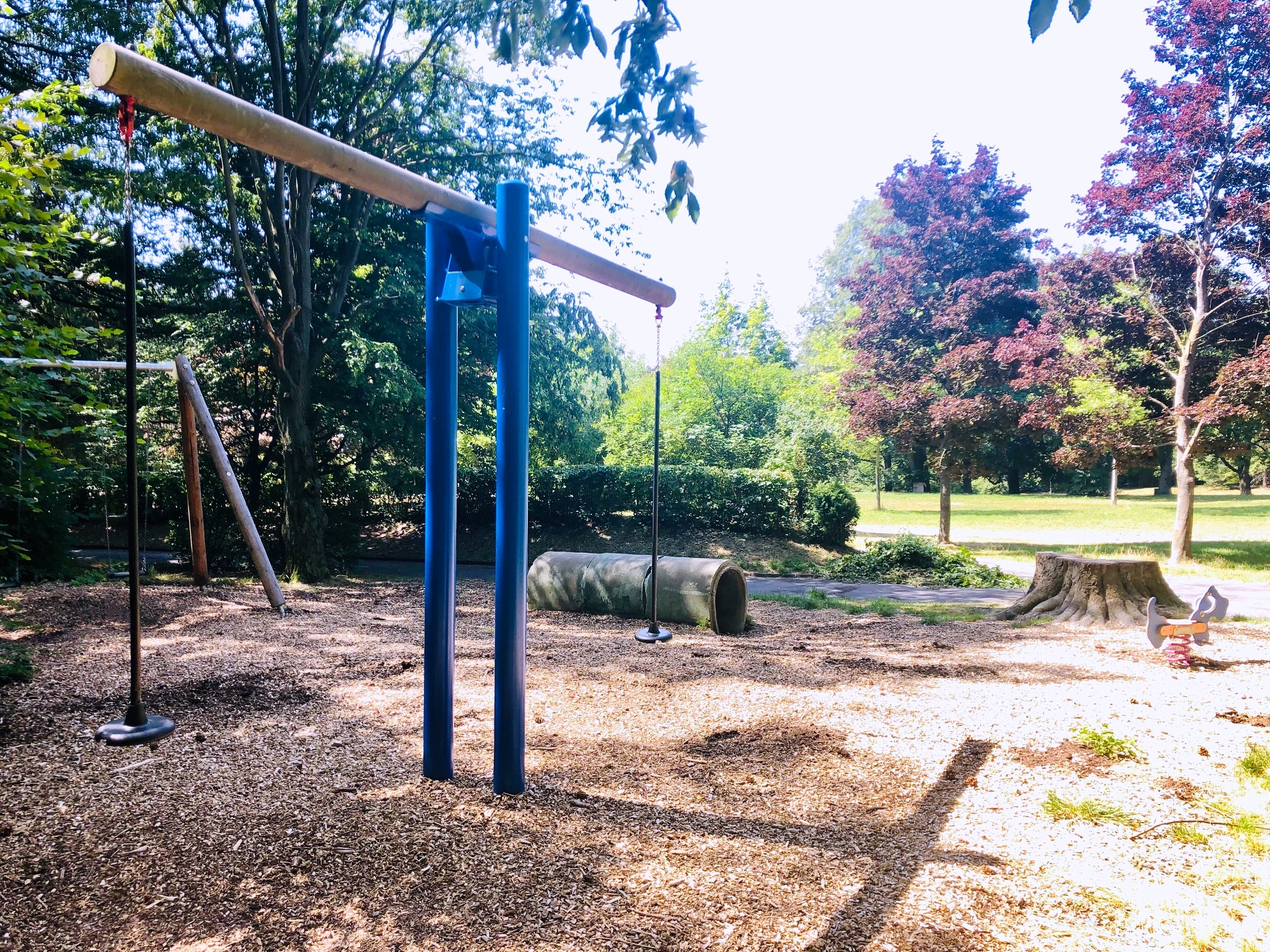
Spielplatz Pfaffenberg Bühne
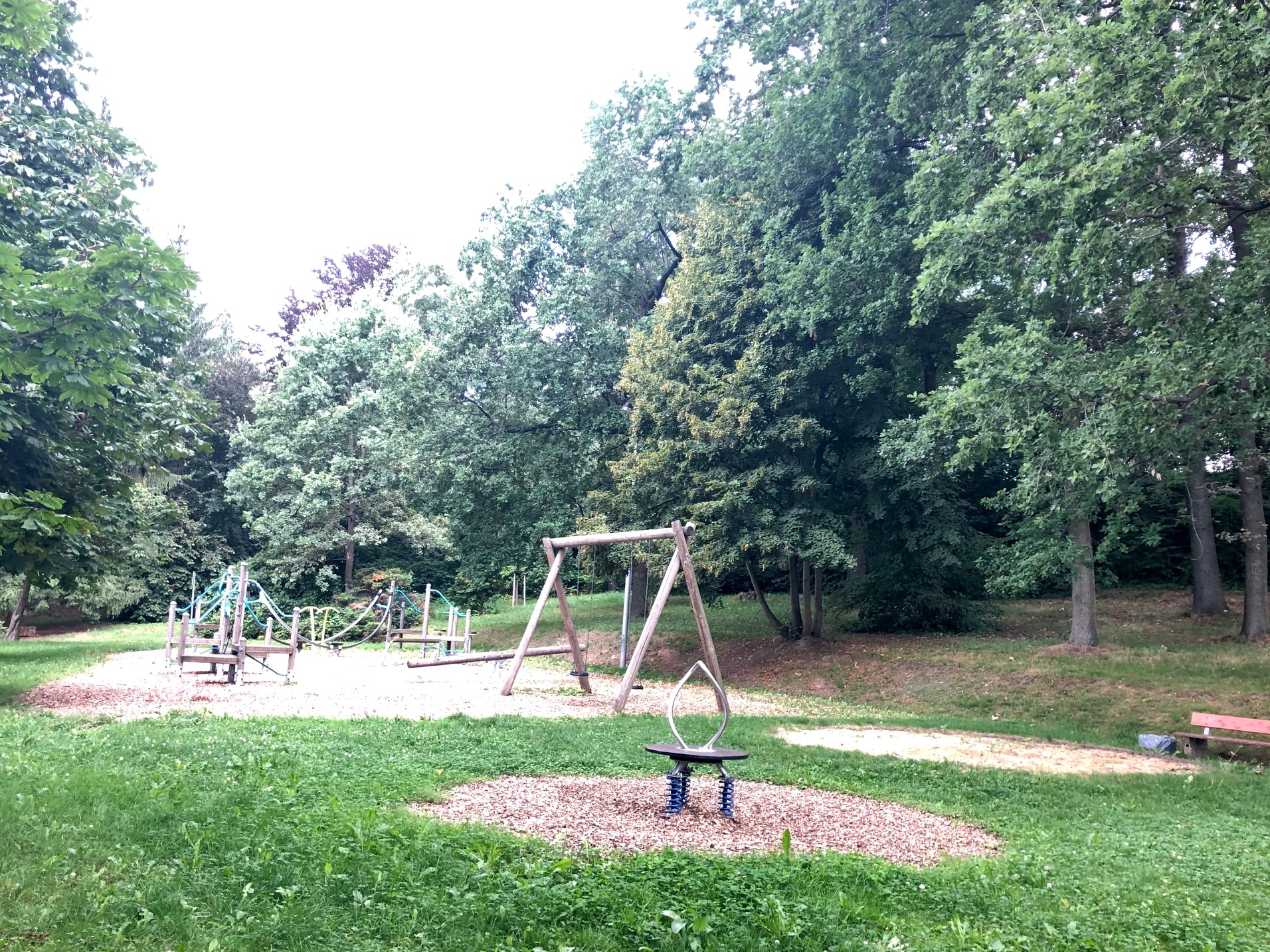
Spielplatz Fuchsgrund
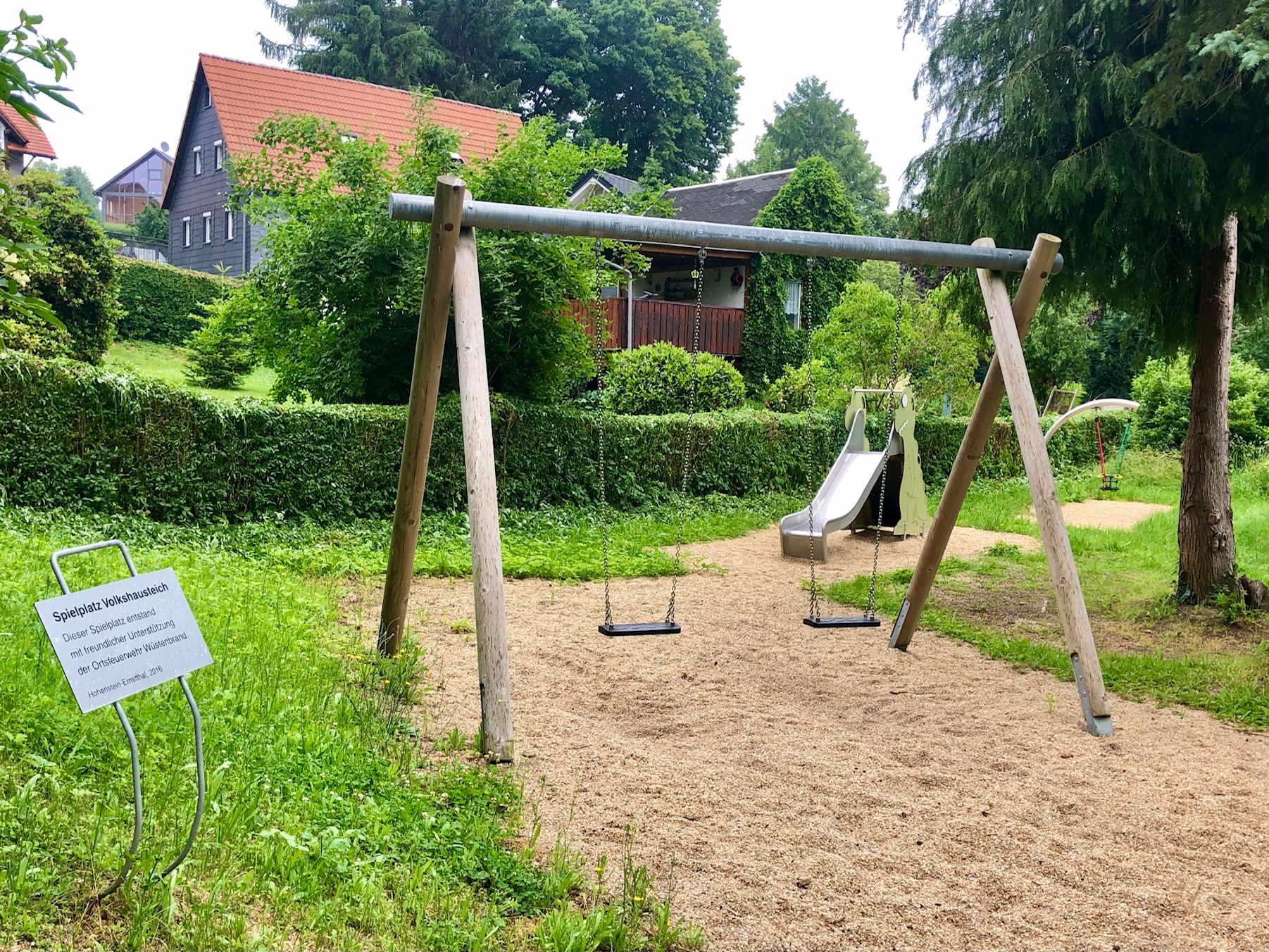
Spielplatz Volkshausteich OT Wüstenbrand
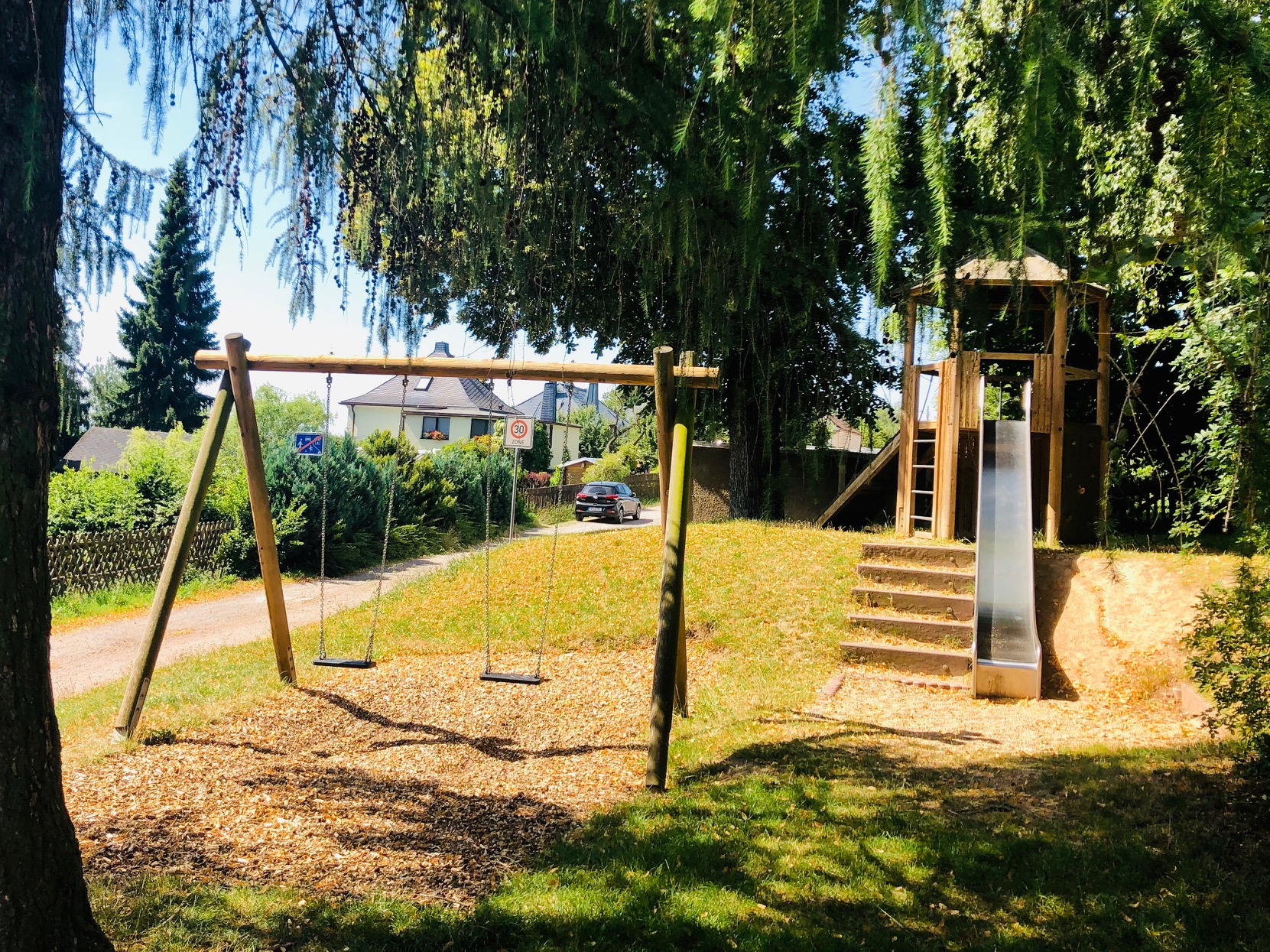
Spielplatz Lindenhofweg OT Wüstenbrand
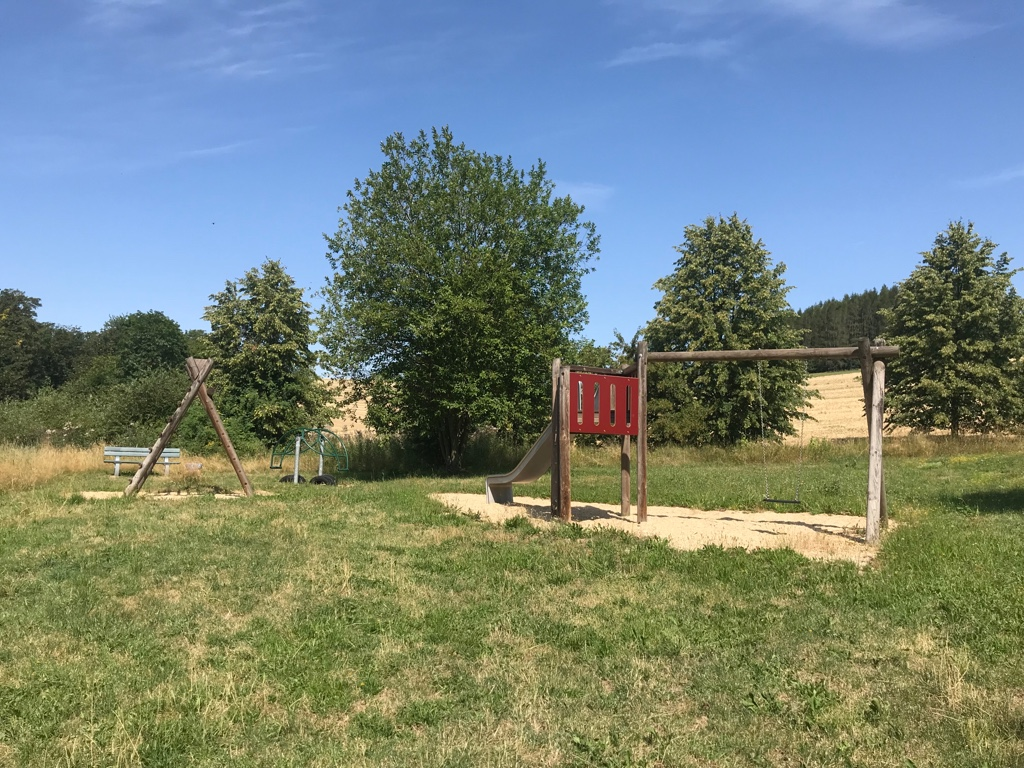
Spielplatz An den Heroldteichen OT Wüstenbrand